# Managua
Pour l’article homonyme, voir Managua (pays fictif).
Managua ou Leal Villa de Santiago de Managua (nom sous lequel elle a été fondée) est une commune du Nicaragua, ainsi que le chef-lieu du département de Managua. Elle est aussi la capitale du pays, le siège du gouvernement et des pouvoirs de l'État.
Elle est située à l'ouest du Nicaragua et s'étire le long de la côte sud-ouest du lac Xolotlán (ou « lac de Managua »). C'est la plus grande ville du pays au regard de la population — plus de 2,2 millions d'habitants avec son agglomération — et d'extension géographique (20 km de long).
La ville est issue d'un peuplement précolombien, puis au XVIe siècle d'une implantation espagnole qui a été élevée au rang de village en 1819, de ville en 1846, puis déclarée capitale de la nation en 1852 et créée en tant que département en 2009.

## Étymologie
Le nom "Managua" a deux origines possibles.
- Il peut provenir du terme Mana-ahuac, qui signifie en langue Nahuatl "au bord de l'eau" ou "lieu entouré d'eau".. En effet, les lacs de cratère d'Acahualinca, Asososca, Nejapa, Tiscapa, Apoyeque et Xiloá, en plus du lac Xolotlán, sont des réserves d'eau incluses dans les limites de Managua. C'est donc la présence de ces nombreux lacs a proximité qui lui a donné ce nom[3],[4].
- Ou encore, il peut provenir de la langue Mangue, où le mot "managua" signifiait "lieu du grand homme" ou "chef"[5].

Les habitants de la ville sont appelés managuas, managüenses ou capitalinos.

## Histoire

### Période précolombienne

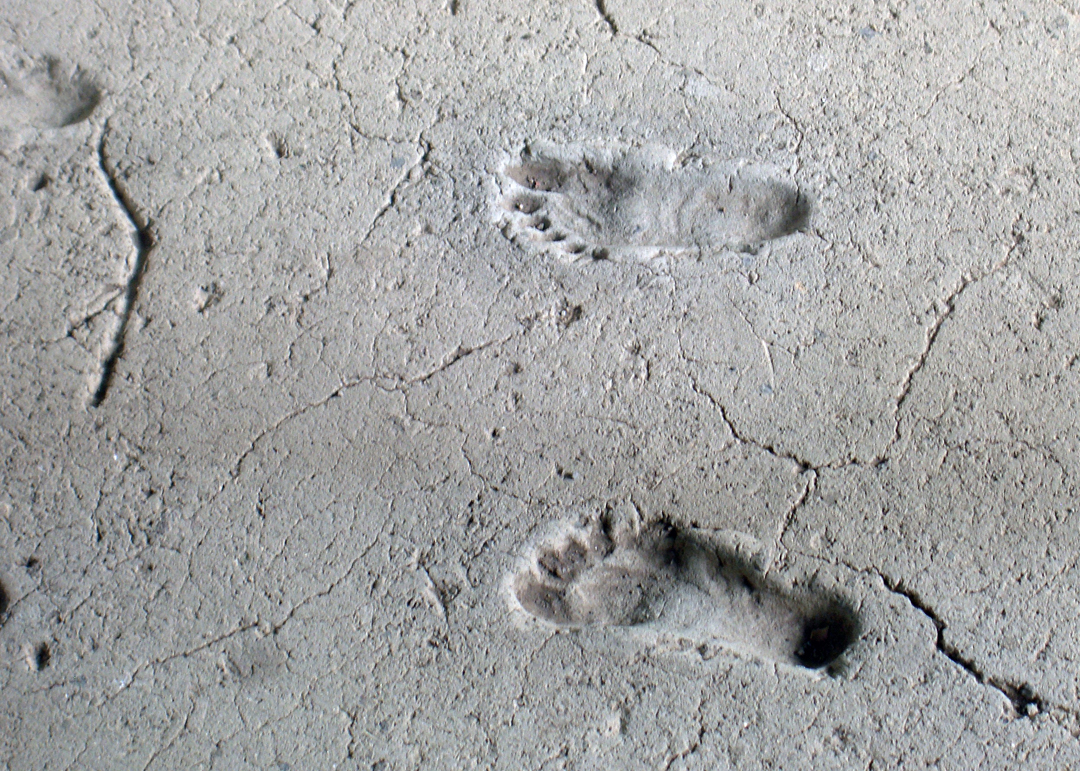
Empreintes de pas humains vieilles de 2100 ans trouvées à Acahualinca.

Des établissements humains sont connus dans la région de Managua bien avant l'arrivée des colonisateurs espagnols. C'étaient des communautés indigènes de pêcheurs installées sur les rives du lac Xolotlán depuis environ 12 000 ans.
Parmi les preuves archéologiques, se trouvent des traces de pas humains datant de plus de 2 000 ans accidentellement découvertes à Acahualinca, un quartier de la ville qui borde les rives du lac de Managua.
Il existe d'autres vestiges archéologiques, notamment sous la forme de céramiques et de statues en pierre volcanique comme celles trouvées sur l'île de Zapatera, ainsi que des pétroglyphes trouvés sur l'île d'Ometepe. Tous ces  artéfacts sont conservés et exposée au Musée national du Nicaragua, au Palais de la culture de Managua.

### Jusqu'auXXesiècle
Le plan de l'actuelle Managua a été établi dans les années 1810. C'était à l'origine un village de pêcheurs. De 1814 à 1823, les déclarations d'indépendance se succèdent dans toutes les colonies espagnoles, en particulier celles d'Amérique centrale.
Le 24 mars 1819, par un décret royal de Ferdinand VII d'Espagne, le village est élevé au titre de "Villa Loyale de Santiago de Managua" pour être restée fidèle au gouvernement espagnol lors des périodes d'indépendances de 1811 au Nicaragua qui devient définitivement indépendant en 1838.
Le 24 juillet 1846, le village est élevé au rang de ville sous le nom de "Santiago de Managua".

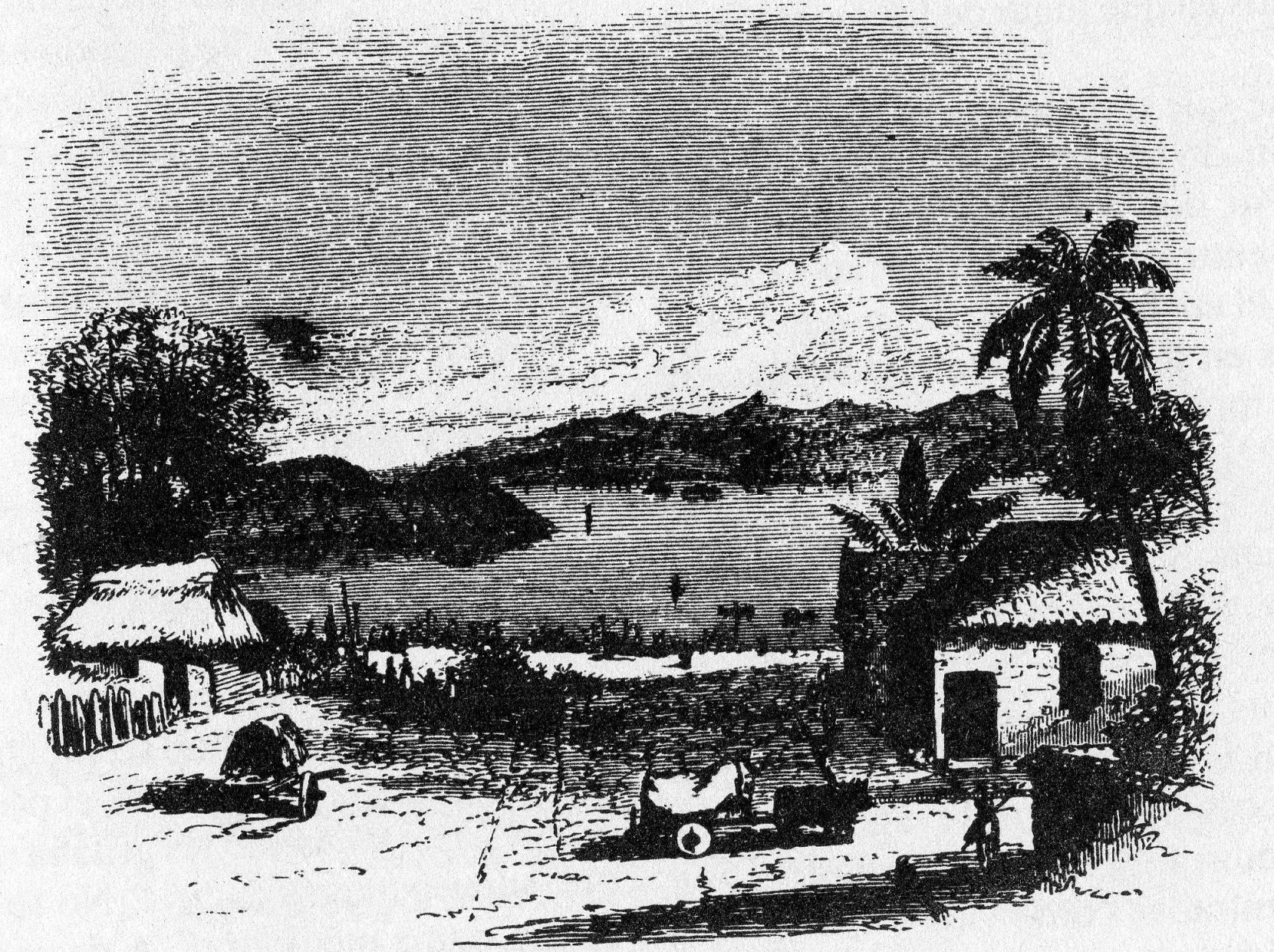
Managua, 1849

Le 5 février 1852 Managua devient définitivement la capitale du pays, mettant ainsi fin à la longue rivalité entre León et Granada qui s'étaient échangé ce rôle jusqu'alors. La situation géographique de Managua, entre ces villes rivales en faisait un lieu de compromis logique,.
En 1856, Managua fut occupée par les troupes du flibustier américain William Walker, qui utilisèrent comme caserne la grande maison qui était le presbytère - situé à l'endroit où se trouve aujourd'hui le Palais de la Culture. La victoire du colonel José Dolores Estrada à la bataille de San Jacinto le 14 septembre de la même année, repousse les mercenaires de Walker vers Granada.
Le 1er mai 1857, les troupes de Walker - qui s'était auto-proclamé président du Nicaragua - sont finalement vaincues à la bataille de Santa Rosa et contraintes de quitter le pays.
Un "duumvir" (ou chachagua) est mis en place avec Tomás Martínez Guerrero (conservateur) et Máximo Jerez Tellería (libéral) a sa direction, ce qui a donné lieu à une période de 36 ans de succession de gouvernements conservateurs.
À partir de ce moment, Managua connait une urbanisation importante, devenant une base de gouvernement, d'infrastructures et de services, malheureusement entravée par des inondations majeures en 1876 et 1885, faisant de nombreuses victimes.
Le 11 juillet 1893, la révolution libérale éclate à León, sous la direction du docteur et général José Santos Zelaya López, qui entre victorieusement dans la capitale 14 jours plus tard par la "calle del Triunfo" (rue du Triomphe), le jour de la fête de Santiago le saint patron de la ville.
José Santos Zelaya dirige ensuite le Nicaragua pendant seize ans, entre 1893 et 1909, à la tête d'un gouvernement éclairé mais autoritaire.

### Histoire contemporaine
À deux reprises, le 31 mars 1931 et en décembre 1972 des tremblements de terre et en 1968 une forte secousse, ainsi qu'un grand incendie en 1936, ont détruit une grande partie de la ville. Ces événements ont fait de nombreuses victimes et ont été particulièrement néfastes pour les bâtiments situés au centre de la ville, faits d'adobe, de taquézal (un assemblage de bois et de boue), avec des charpentes en bois et des toits en lourdes tuiles d'argile.

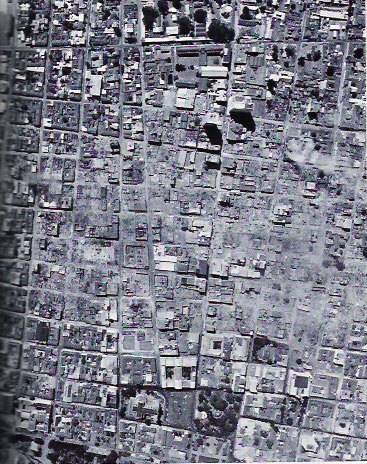
Image aérienne des décombres de Managua en 1972.

Le séisme du 23 décembre 1972, à 00 h 35, un tremblement de terre de 6,2 sur l'échelle de Richter détruit une partie de la ville, notamment le centre, faisant plus de 10 000 morts et 20 000 blessés. Les incendies provoqués par la catastrophe se poursuivent pendant les deux semaines suivantes. Le gouvernement a ensuite condamné le centre-ville et interdit sa reconstruction. Les urbanistes ont donc choisi de tracer de nouvelles rues et de nouveaux quartiers à la périphérie de la vieille ville.
Sous la dictature d'Anastasio Somoza García et de sa famille (1936-1979), la ville a été reconstruite et a commencé à se développer rapidement. De nouveaux bâtiments gouvernementaux ont été érigés, l'industrie s'est développée et des universités ont été créées. Managua était devenue la ville la plus développée d'Amérique centrale. Les références actuelles différencient le Managua d'avant les années 1970 en l'appelant La Antigua Ciudad ou "La vieille ville".
Le 22 janvier 1967, sur l'avenue Roosevelt (aujourd'hui avenue piétonnière "général Augusto C. Sandino"), eut  lieu le tristement célèbre Massacre du 22 janvier (es), au cours duquel des soldats de la Garde nationale (GN) ont tiré sur des manifestants de l'Union nationale de l'opposition (UNO) qui protestaient contre le président du Nicaragua de l'époque et marionnette du régime de la famille Somoza, Lorenzo Guerrero Gutiérrez.
La révolution nicaraguayenne de 1979 visant à renverser le régime Somoza et la guerre des Contras des années 1980, qui a duré 11 ans, ont encore dévasté la ville et son économie. Pour aggraver les choses, une série de catastrophes naturelles, dont l'ouragan Mitch en 1998, ont rendu la reprise économique plus difficile.
Après avoir remporté l'élection présidentielle en 1990, l'Union nationale de l'opposition (UNO) a entrepris la reconstruction de Managua. Plus de 300 000 Nicaraguayens sont revenus de l'étranger, apportant leur expertise et les capitaux nécessaires. Les entreprises se sont multipliées, de nouveaux projets de logement et des écoles ont été construits, l'aéroport a été agrandi et modernisé, les rues ont été élargies, les anciens centres commerciaux ont été réparés et de nouveaux ont été construits, et les bâtiments ont été nettoyés. En 2006, après le retour au pouvoir du Front sandiniste de libération nationale, les programmes d'alphabétisation, de santé et de reconstruction ont été étendus.
De nouveaux bâtiments gouvernementaux, des galeries, des musées, des immeubles d'habitation, des places, des promenades, des monuments, des excursions en bateau sur le lac de Managua, des restaurants, des divertissements nocturnes et de larges avenues ont fait renaître une partie de l'ancienne vitalité du centre-ville de Managua. L'activité commerciale reste cependant faible. Des bâtiments résidentiels et commerciaux ont été construits à la périphérie de la ville, dans les mêmes endroits qui servaient autrefois de camps de réfugiés pour les sans-abri après le tremblement de terre. Ces lieux en plein essor ont été une source de préoccupation pour le gouvernement en raison de leur proximité avec le lac de Managua. La construction d'un nouveau réseau d'égouts et la réorientation des eaux usées vers une nouvelle station d'épuration à Las Mercedes, dans l'est de Managua, en mai 2009, ont dissipé les anciennes inquiétudes concernant la pollution de l'eau et la faune indigène, et ont rapproché certains habitants du vieux centre-ville et du reste du continent.

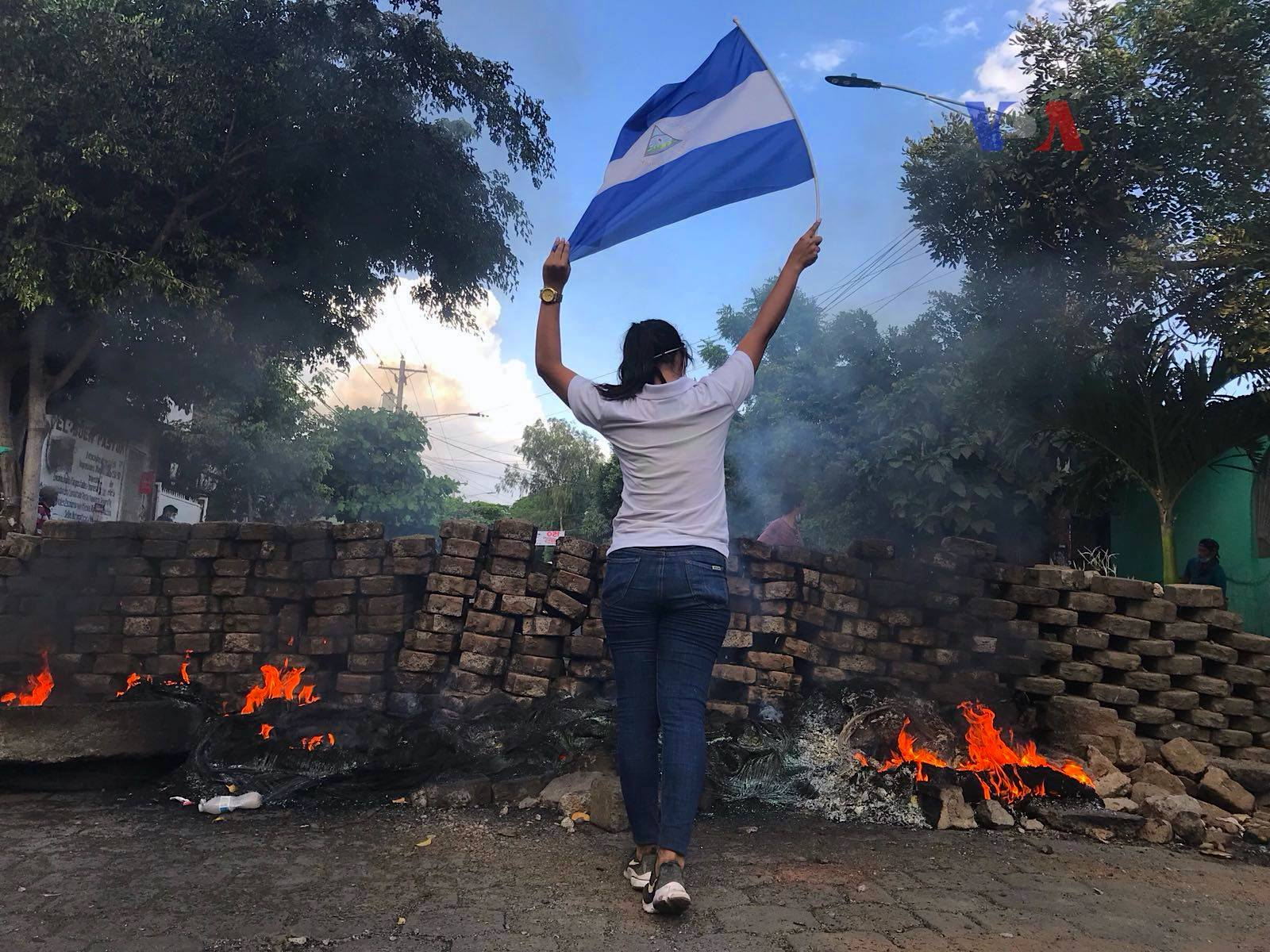
Barricade le 20 avril 2018.

Le 26 juin 2009 la ville et son agglomération deviennent l'un des 15 départements du pays, divisé en 9 municipalités.
Après quatre décennies depuis la révolution sandiniste et grâce au calme politique relatif, en ayant atteint une croissance économique constante, la capitale du Nicaragua a commencé à prendre son envol pour se positionner comme la troisième ville de l'hémisphère dans la stratégie d'investissement direct étranger (IDE) de la catégorie des "villes du futur" des Amériques 2013-2014, publiée par le Financial Times.
Au printemps 2018, la capitale est le théâtre d'affrontements entre manifestants qui s'opposent à la réforme des retraites et la police appuyée par des groupes paramilitaires au service du gouvernement. Malgré des tentatives de médiation par l'Église catholique, les violences durent plusieurs mois principalement à Managua et à Masaya. Outre plusieurs centaines de victimes, ces événements ont causé de nombreux dégâts aux infrastructures de la ville, dus aux barricades, aux incendies, tirs de mortier, etc.

## Géographie
Managua est située à l'extrémité ouest de la plaine interlacustre (entre le lac Nicaragua et le lac de Managua), sur un terrain assez régulier, à une altitude moyenne de 85 m, avec une pente douce vers le sud. La zone urbaine de Managua s'étend sur environ 544 km2, essentiellement le long de la rive sud du lac de Managua ou lac Xolotlán. La rive du lac se trouve à 55 m d'altitude et la ville monte en direction des Sierras de Managua, plus au sud, jusqu'à plus de 700 m.

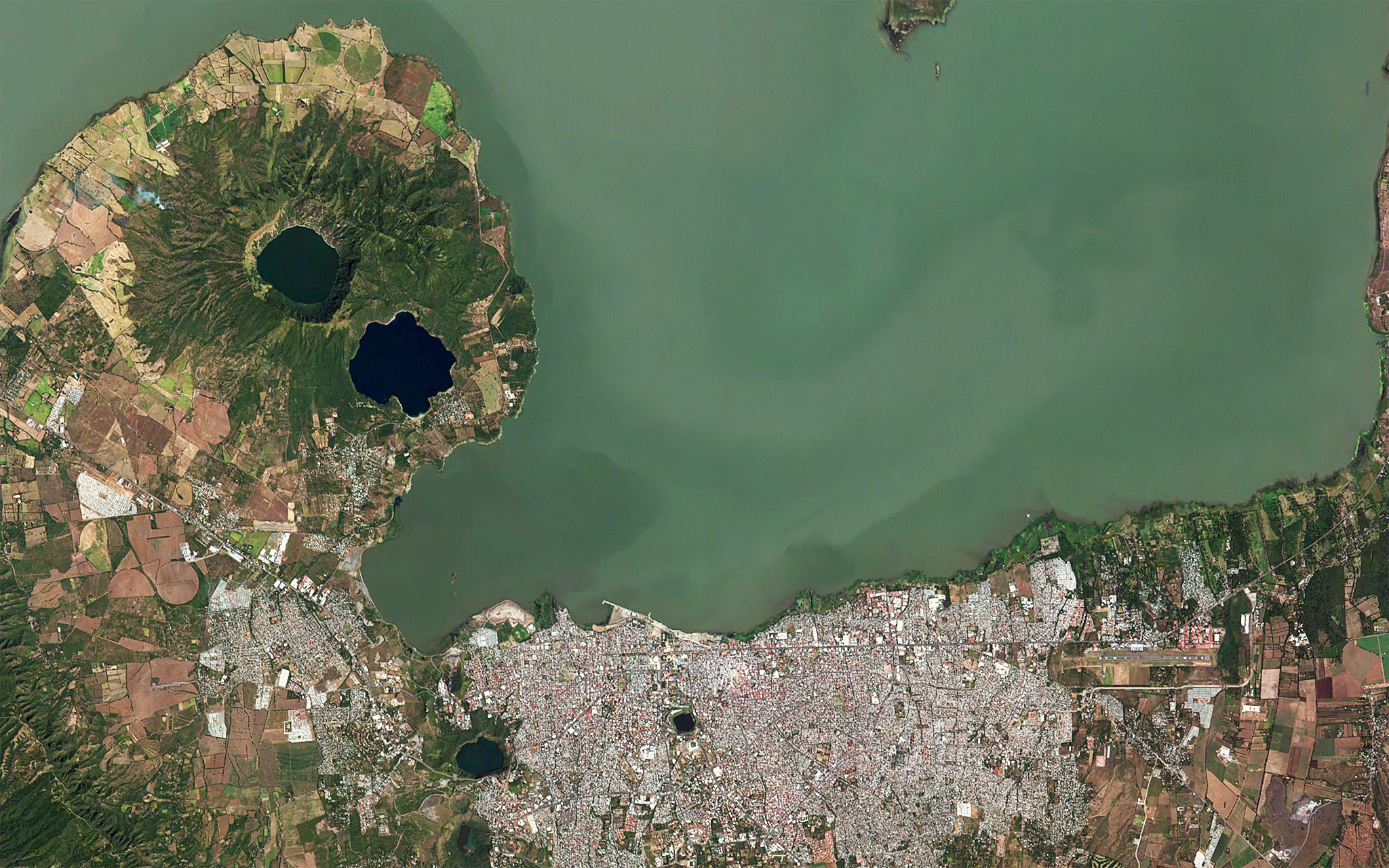
Vue satellite de Managua.

Les principales caractéristiques orographiques de son territoire sont : le lac Xolotlán au nord ; les Sierras de Managua au sud ; un système de collines et de lacs qui arrêtent la marche urbaine à l'ouest, parmi lesquels les collines Motastepe et San Carlos ; les lacs Asososca et Nejapa à côté de la vallée Ticomo (une dépression dans ce qui était autrefois un lac de cratère). Managua compte quatre petits lacs de cratère dans les limites de la ville :
- Le plus central est le lac de Tiscapa, dans la réserve naturelle de Tiscapa située au sud de l'ancien centre-ville qui s'est formée il y a environ 10 000 ans
- Le lac d'Asososca, à l'ouest, est la plus importante source d'eau potable de Managua. Asososca se trouve au début de l'autoroute du sud, près de la connexion avec la nouvelle autoroute vers León.
- Le lac de Nejapa, au sud de celui d'Asososca, se trouve également le long de l'autoroute du Sud.
- La quatrième est le lac Acahualinca, située au nord-ouest près des rives du lac Xolotlan, il donne son nom au district voisin à l'est. Acahualinca est connu pour ses eaux peu profondes.

Géologiquement, la ville est située sur des lignes de faille, et les sismologues prévoient donc que Managua connaîtra un grave tremblement de terre tous les 50 ans au minimum.
Le lac Xolotlán contient les mêmes espèces de poissons que le grand lac Cocibolca dans le sud-est du pays, à l'exception des requins-bouledogues que l'on trouve exclusivement dans ce dernier.

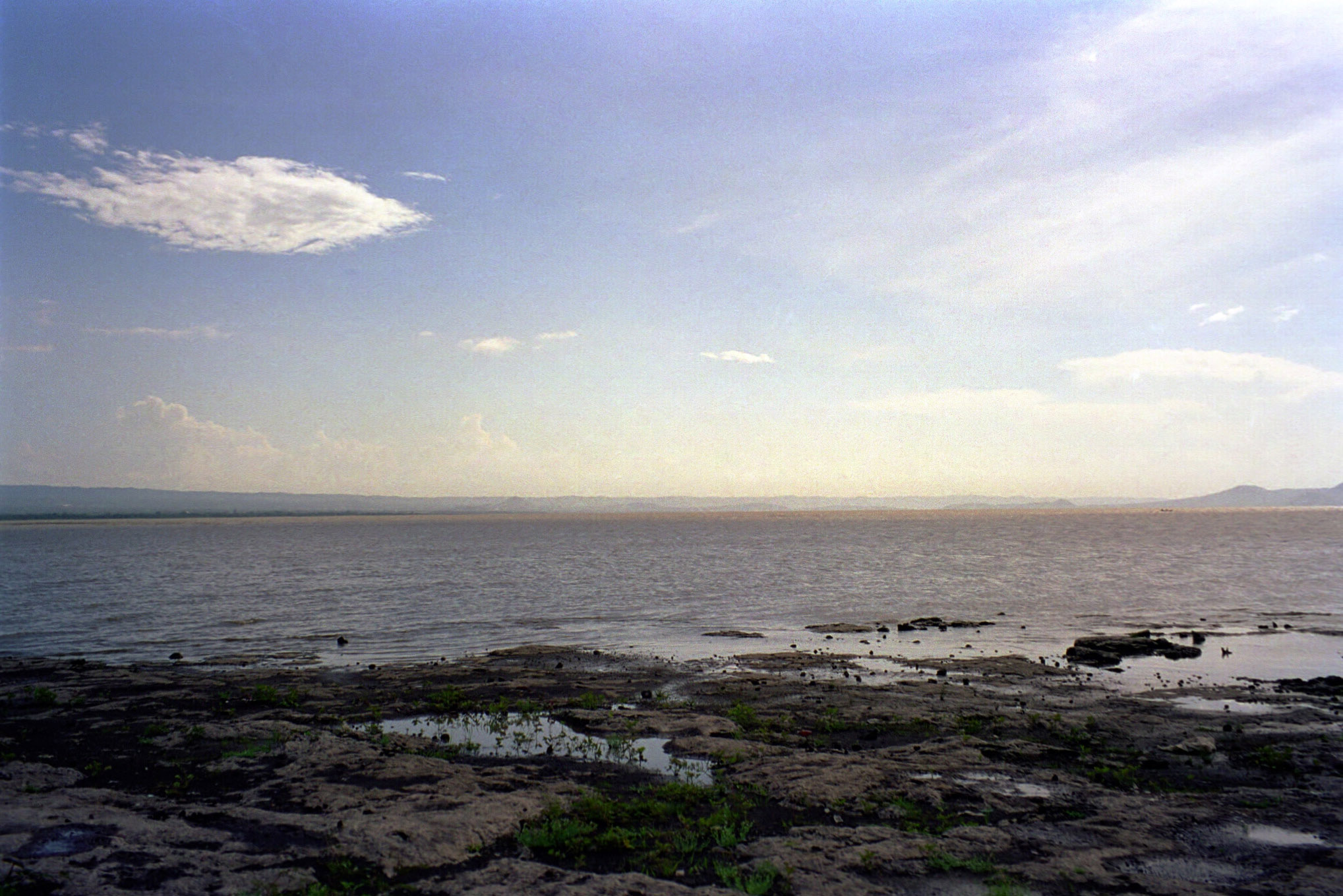
Vue sur le lac de Managua depuis Tipitapa.

Autrefois centre d'intérêt principal du paysage de Managua, le lac est pollué par le déversement de produits chimiques et d'eaux usées depuis 1927. En 2009 a été inauguré, un nouveau système d'égouts pour réorienter les eaux usées vers une nouvelle usine de traitement à Las Mercedes. Financée par le gouvernement allemand, pour décontaminer le lac, le système était le plus grand d'Amérique centrale,. Ces travaux gigantesques ont dissipé les inquiétudes concernant la pollution de l'eau et la mise en danger de la faune indigène.
Managua, grâce à son climat tropical, sa topographie variée, ses sols naturellement fertiles et ses abondantes sources de pluie et d'eau, possède une grande variété de flore. De nombreux types d'arbres différents, dont certains sont endémiques, notamment les chilamates, les ceibos, les pochotes, les genízaros, les tigüilotes, les palmiers royaux, les piñuelas et les madroños (l'arbre national du Nicaragua) qui entourent la ville. Pendant la saison des pluies (de mai à novembre), Managua devient une ville luxuriante grâce aux nombreux palmiers, buissons et autres plantes et arbres qui agrémentent la ville.

### Géographie politique
La ville est organisée en 7 districts et 247 quartiers.
| District     | Quartiers | Unités de police | Densité | Extensión. | Population (2011) |
| District I   | 30        | 8                | 3,966   | 46 km2     | 182 446           |
| District II  | 47        | 4                | 9,415   | 17 km2     | 160 048           |
| District III | 54        | 6                | 2,534   | 74 km2.    | 187 508           |
| District IV  | 28        | 5                | 13,054  | 11 km2     | 143 589           |
| District V   | 28        | 8                | 4,364   | 49 km2     | 213 845           |
| District VI  | 40        | 6                | 4,662   | 42 km2     | 195 794           |
| District VII | 20        | 5                | 6,130   | 28 km2     | 171 648           |
| Total        |           |                  |         | 267 km2    | 1 254 878         |

### Administration
La « maire » de Managua, qui porte le titre d’alcalde - comme dans de nombreuses collectivités locales de pays hispanophones –, est Reyna Rueda depuis 2022. Elle est secondée par un « vice-alcalde », Enrique Armas. Managua est divisé en 9 municipalités :
1. Ciudad Sandino
2. El Crucero
3. Managua
4. Mateare
5. San Francisco Libre
6. San Rafael del Sur
7. Ticuantepe
8. Tipitapa
9. Villa Carlos Fonseca

### Limites de la zone urbaine de Managua
| Nord Ouest: Ciudad Sandino | Nord: Lac Xolotlán | Nord Est: Tipitapa |
| Ouest: Villa El Carmen     |                    | Est: Nindirí       |
| Sud Ouest: El Crucero      | Sud: Ticuantepe    | Sud Est: Nindirí   |

### Population
Managua avait une population estimée à 1 042 641 habitants (en 2016) dans les limites administratives de la ville et 2 millions  dans la zone métropolitaine, qui comprend en outre les municipalités de Ciudad Sandino, El Crucero, Nindirí, Ticuantepe et Tipitapa ce qui en fait l'une des villes les plus peuplées d'Amérique centrale. Managua est le plus grand centre de population du pays, concentrant 24 % de la population.
Depuis 1906, l'évolution démographique de Managua a été :
| 1906   | 1920   | 1940    | 1950    | 1963    |
| ------ | ------ | ------- | ------- | ------- |
| 38 662 | 58 523 | 102 539 | 140 334 | 274 278 |

| 1971    | 1995    | 2005    | 2015      | 2022      |
| ------- | ------- | ------- | --------- | --------- |
| 384 904 | 864 201 | 908 892 | 1 484 462 | 1 572 734 |

| Histogramme de l'évolution démographique de Managua |
|                                                     |

La population de Managua est principalement composée de métis et de blancs qui sont principalement d'origine espagnole, avec une minorité de Français, d'Allemands, d'Italiens, de Russes, de Grecs et de Turcs. La ville accueille également de nombreuses communautés d'immigrants et expatriés de pays tels que, Taïwan, la Chine, les États-Unis, la Palestine et des pays d'Amérique latine.

### Situation sociale
Actuellement, plusieurs quartiers (barrios) de la ville sont aux prises avec des situations sociales difficiles. Entre autres, le quartier Acahualinca, situé aux abords du Lac Managua (lago de Managua) est assez démuni. Il est connu pour son énorme décharge municipale du nom de La Chureca qui s'étend sur plus de 13 kmde long. Dans ce dépotoir, vivent jusqu'à trois mille enfants, qui travaillent à récolter des matériaux recyclables tels que carton, aluminium et plastique.

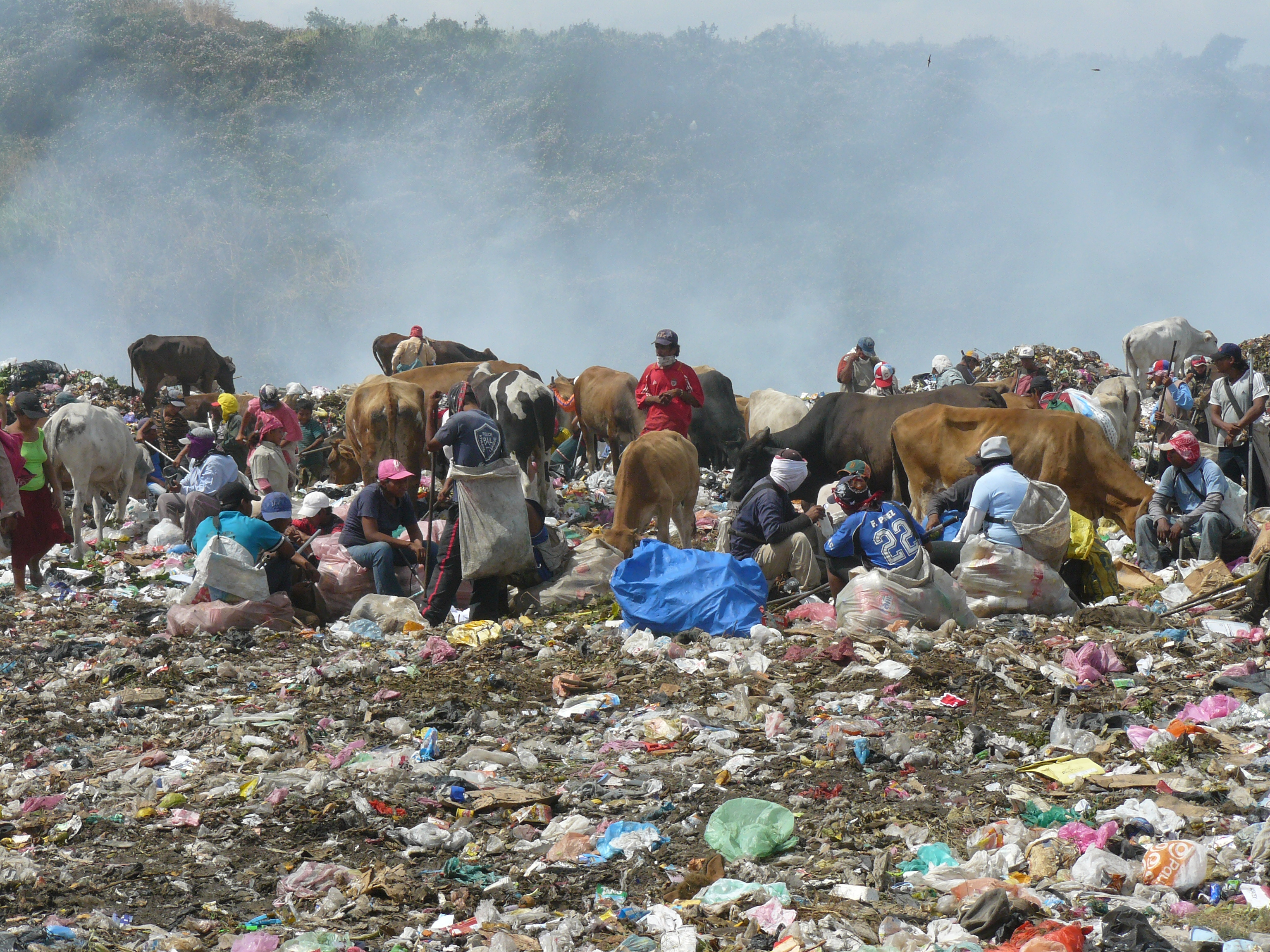
La Chureca.

On retrouve dans ce dépotoir (basurero municipal de Managua) une petite école de capacité restreinte d'une centaine d'élèves. Cette petite institution scolaire est sous la responsabilité d'une communauté religieuse évangélique. Le quartier d'Acahualinca est souvent déconseillé aux visiteurs étrangers, car il abrite le cartel de la capitale. Toutefois, plusieurs organismes communautaires œuvrent dans cette partie de la ville. On retrouve entre autres un centre de jeunes affilié à YMCA qui se nomme : ACJ (asociación cristiana de jovenes). De plus, plus près du dépotoir se trouvent deux bâtisses pour les « enfants travailleurs » et l'organisme porte le nom de « dos generaciones ».
Les données statistiques sur la population des quartiers de Managua sont quasi inexistantes, ce qui fait que l'on ignore combien d'enfants ne fréquentent pas d'institutions d'enseignement, d'éducation ou encore combien d'enfants travaillent dans l'"enfer du dépotoir". Les naissances n'y sont pas non plus enregistrées et les structures sociales y sont en décrépitude.

## Climat
Managua, comme une grande partie de l'ouest du Nicaragua à l'exception des hautes terres, a un climat tropical avec des températures moyennes constantes entre 28 et 32 degrés Celsius. Selon la classification climatique de Köppen, la ville a un climat tropical de savane à la fois humide et sec (Type Aw-As). La saison sèche est marquée entre novembre et avril, tandis que la plupart des pluies tombent entre mai et octobre. Les températures sont les plus élevées en mars et avril, lorsque le soleil est le plus haut et que les pluies d'été n'ont pas encore commencé, les mois de décembre et janvier sont les plus frais.
| Mois                                | jan.  | fév.  | mars  | avril | mai   | juin | jui.  | août  | sep. | oct.  | nov. | déc. | année |
| ----------------------------------- | ----- | ----- | ----- | ----- | ----- | ---- | ----- | ----- | ---- | ----- | ---- | ---- | ----- |
| Température minimale moyenne (°C)   | 20    | 21    | 22    | 23    | 24    | 23   | 23    | 23    | 23   | 22    | 22   | 21   | 21,8  |
| Température maximale moyenne (°C)   | 32    | 32    | 34    | 34    | 35    | 32   | 31    | 32    | 31   | 30    | 31   | 31   | 31,8  |
| Record de froid (°C)                | 15    | 15,2  | 17,2  | 19    | 16    | 20   | 20    | 19    | 15   | 17    | 15   | 16,2 | 15    |
| Record de chaleur (°C)              | 37    | 37,1  | 37,8  | 38,5  | 38,5  | 37,5 | 39,2  | 35,7  | 36,5 | 36,6  | 35,4 | 36,2 | 39,2  |
| Ensoleillement (h)                  | 263,5 | 254,2 | 291,4 | 276   | 229,4 | 186  | 151,9 | 195,3 | 210  | 223,2 | 231  | 248  | 2 760 |
| Précipitations (mm)                 | 9     | 5     | 3     | 8     | 130   | 224  | 144   | 136   | 215  | 280   | 42   | 8    | 1 204 |
| Nombre de jours avec précipitations | 1     | 0     | 0     | 0     | 11    | 13   | 15    | 15    | 15   | 15    | 5    | 0    | 90    |
| Humidité relative (%)               | 69    | 64    | 62    | 61    | 70    | 80   | 79    | 81    | 82   | 83    | 78   | 73   | 73,5  |

## Économie
La monnaie utilisée à Managua, comme dans tout le Nicaragua, est le Córdoba (ou plus couramment "peso"), ainsi dénommé en l'honneur du conquistador Francisco Hernandez de Córdoba.
Centre économique : Managua est le centre économique du Nicaragua et un générateur de services pour l'ensemble du pays. La ville abrite de nombreuses grandes entreprises nationales et internationales, ainsi que de nombreuses usines fabriquant des produits divers. Des entreprises multinationales telles que Walmart, Telefónica, Union Fenosa et Parmalat ont des bureaux et des activités à Managua.

L'économie de la ville repose principalement sur le commerce et l'industrie. La capitale fait du département de Managua le plus actif économiquement, ses principaux produits sont la bière, le café, les allumettes, le textile et les chaussures, les produits pharmaceutiques, les matériaux de construction. 

Aspects économiques de Managua.
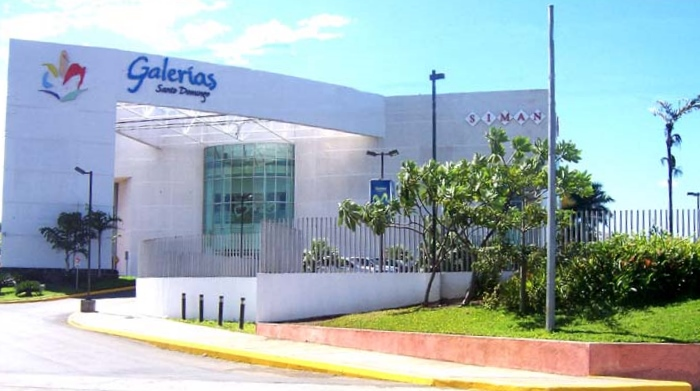
Un des centres commerciaux.
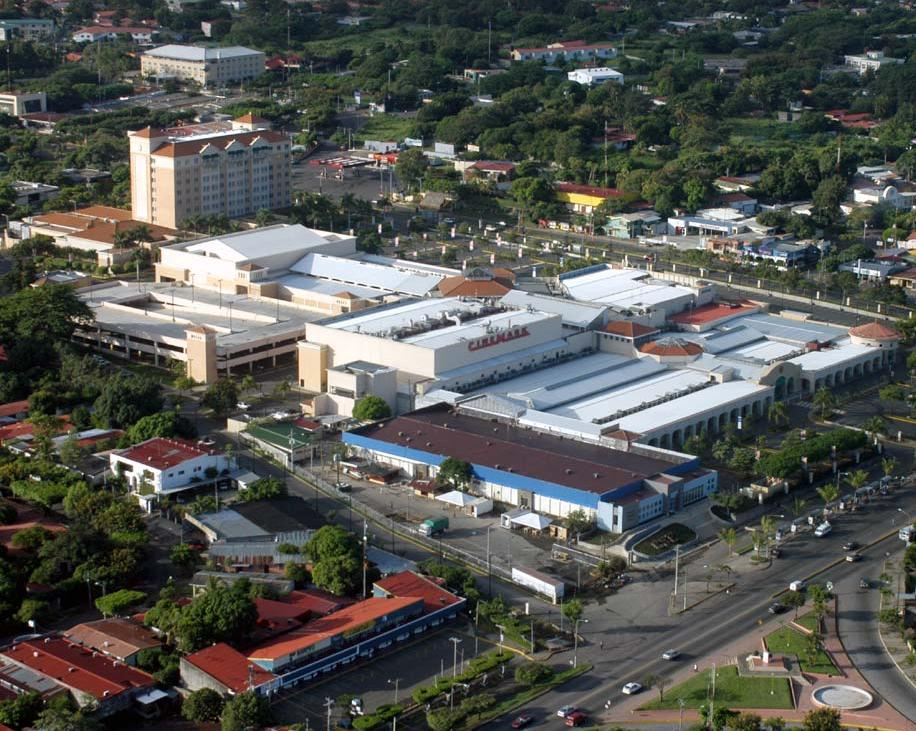
L'hôtel Intercontinental.

Centre financier : Managua abrite également toutes les grandes banques nationales et internationales du pays; Bank of America, Citibank, Banco de la Producción (BANPRO), BAC Credomatic, Banco de Finanzas (BDF), Banco de Crédito Centroamericano (Bancentro) et sa société mère, le groupe Lafise.
Hôtelleries et tourisme : Plusieurs nouveaux hôtels de classe internationale, dont Crowne Plaza, Best Western, Intercontinental, Holiday Inn et Hilton, sont actuellement installés à Managua. Avec l'embellissement du vieux Managua, l'Avenida Bolivar et le Malecón sont devenus une référence pour les touristes qui visitent la capitale. Les milliers de touristes qui arrivent chaque mois, font du tourisme une nouvelle activité économique.
Commerces : En plus de ces nombreux hôtels, se sont ouverts quatre centres commerciaux ou galeries marchandes de style occidental, tels que Plaza Inter, Centro Comercial Metrocentro, Multicentro Las Brisas et Multicentro Las Américas et bien d'autres en cours de construction.
Il existe un vaste système de marchés locaux (les mercados) bien établi qui s'adresse à la majorité des Nicaraguayens. Dans les Mercado Roberto Huembes, Mercado Oriental, Mercado Israel Lewites et autres, on peut trouver de tout : produits ménagers, nourriture, vêtements, électronique, matériaux de construction et autres fournitures. Le très populaire Mercado Oriental, le plus grand marché du Nicaragua et l'un des plus grands marchés en plein air d'Amérique centrale, où se côtoient des boutiques de luxe arabes et turques, des petits commerçants qui proposent leurs produits. Les ventes mensuelles peuvent y atteindre 100 millions de dollars US, selon les responsables. Ces marchés jouissent d'une grande popularité, car de nombreux touristes de passage ou au budget limité utilisent ces marchés pour se ravitailler et se procurer des souvenirs. Le directeur de la Corporation municipale des marchés de Managua, Augusto Rivera, a déclaré que l'activité générée par ce "géant commercial", comme il appelle l'Oriental, représente entre 25 % et 30 % du produit intérieur brut du pays.

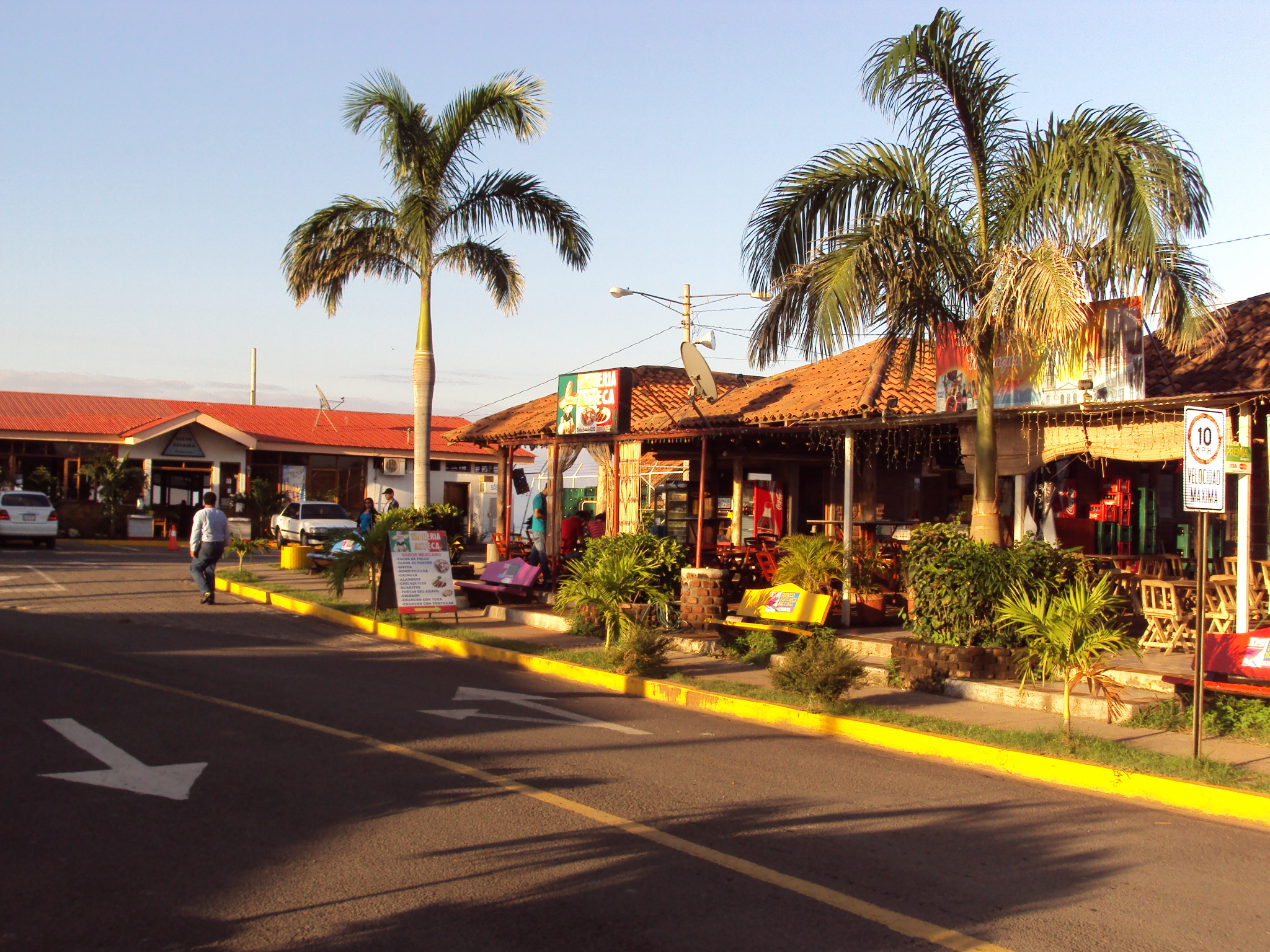
Le Malecón Salvador Allende

Immobilier : Managua a connu un temps une flambée des prix de l'immobilier et une pénurie de logements. Les étrangers, principalement anglo-américains et européens, commençaient à s'intéresser à la vie au Nicaragua, souvent pour y passer leur retraite, le pays ayant été mentionné par divers médias en raison de ses performances en matière de sécurité et de son mode de vie peu coûteux pour les touristes. Toutefois, les événements de 2018-2019 ont arrêté ce processus.
La capitale a également besoin de plus d'espace de bureaux dans le centre de Managua, car l'économie de la ville continue de croître. Les économistes prévoient que sa demande en immobilier commercial va augmenter. De nouveaux immeubles de bureaux sont actuellement en construction le long de la Carretera a Masaya et dans les quartiers de Villa Fontana. L'inauguration la plus récente est celle de l'Edificio Invercasa. C'est sur l'avenue Jean Paul Génie que les investisseurs, les hommes d'affaires et la coopération étrangère ont trouvé un espace pour s'implanter et avec cette présence, le facteur multiplicateur a été activé à un rythme accéléré. Pour Benjamín Lanzas, président de la Chambre de construction du Nicaragua (CNC), la présence d'investisseurs privés cherchant à développer des bâtiments dans des zones très oubliées de la capitale, a favorisé au moins 2 500 emplois.
Emplois : Managua est le plus grand employeur du Nicaragua avec 24,2 % du nombre total de personnes employées dans le pays et, pour donner un exemple, seules les entreprises des zones franches opérant dans la ville génèrent plus de 60 000 emplois directs et plus de 100 000 emplois indirects.

## Transports

### Transports urbains collectifs
Rail : Il y avait jadis une ligne ferroviaire traversant la capitale nicaraguayenne, mais, dans les années 1990, elle a été démantelée. Il n'y a plus de chemins de fer qui fonctionnent à Managua ou au Nicaragua. Les chemins de fer du pays se sont dégradés dans les années 1980 et le gouvernement Chamorro a vendu les wagons et les rails à la casse.
Cependant, le projet de chemin de fer commercial privé FERISTSA, s'il aboutit, contournerait très probablement la capitale et donnerait au Nicaragua son tout premier chemin de fer international, le pays étant ainsi relié au Panama vers le sud et jusqu'au Canada vers le nord.
Bus : Le système des transports à Managua est, à ce jour, désuet, avec de vieux autobus en circulation. À Managua, il existe 35 lignes de bus, qui sont exploitées par des coopératives et des entreprises privées. Il y a également deux lignes qui ont été intégrées vers des quartiers de ce qui est maintenant Managua (Esquipulas et Los Vanegas) au sud et 7 lignes qui relient la capitale à Ciudad Sandino à l'ouest. Elles sont réglementées par l'entité de régulation des transports municipaux de la ville (IRTRAMMA). Les bus sont le moyen le plus économique de se déplacer dans la ville et sont donc soumis à une forte fréquentation. La situation privilégiée de Managua, entre l'autoroute panaméricaine nord et l'autoroute sud, en fait une plaque tournante idéale pour les bus locaux, nationaux et internationaux.
Un plan de transport des 44 lignes de bus de la ville a été créé en 2016 dans le cadre d'une initiative de la communauté nicaraguayenne OpenStreetMap,.
La plupart des autocars à Managua sont fabriqués par DINA S.A. et Mercedes-Benz. Un bus sur dix permet désormais l'accès aux passagers en fauteuil roulant, ce qui permet pour la première fois aux passagers handicapés d'utiliser les transports publics.
Métro : Le président du Nicaragua, Daniel Ortega, s'est vu présenter un plan de revitalisation du centre ville. Le projet prévoyait la possibilité de construire un métro qui traverserait le vieux centre de la capitale, qui n'a pas changé depuis le tremblement de terre de 1972. Le métro desservirait des lieux importants, tels que l'aéroport international Augusto C. Sandino avec prolongement vers Ciudad Sandino. Le projet estimé à 100 millions de dollars a été considéré comme une possibilité pour la capitale du pays.

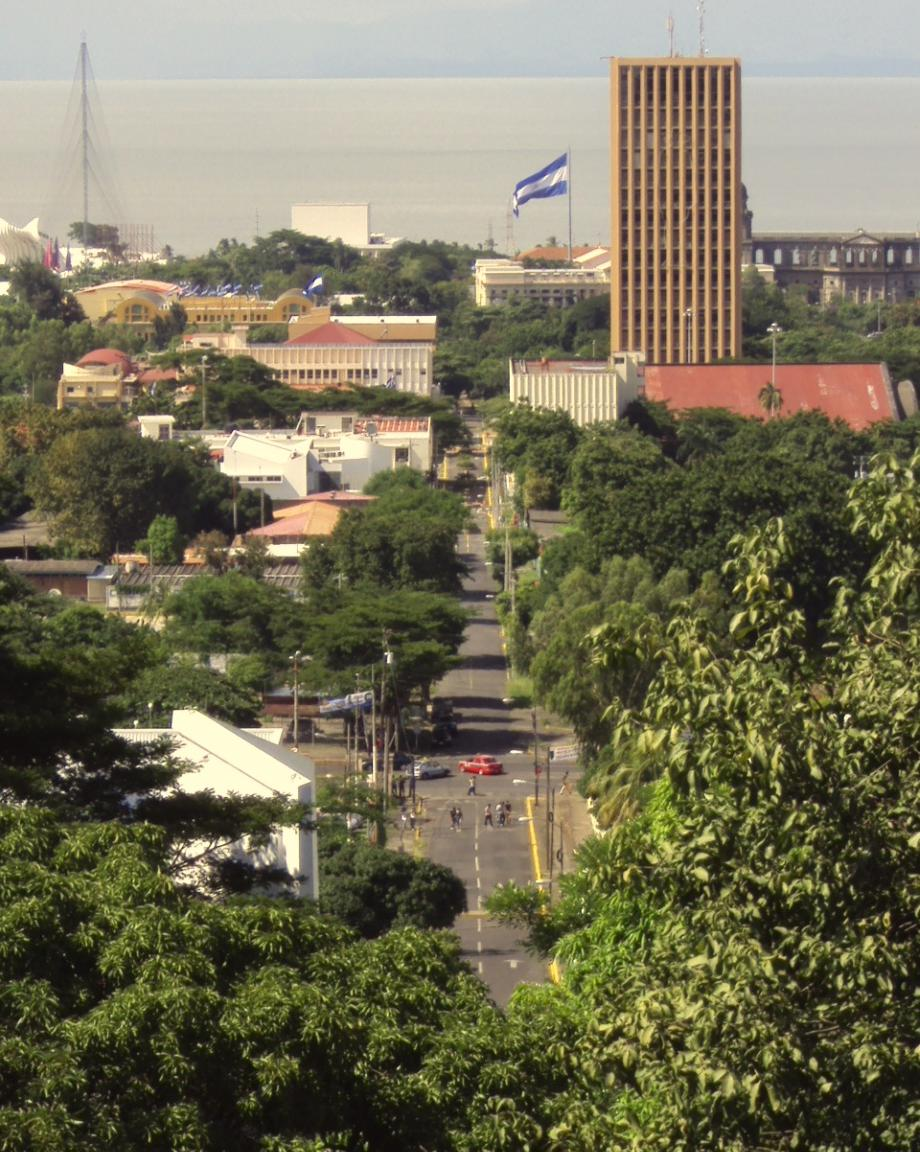
Le vieux centre ville de Managua sur l'avenue Roosevelt.

Taxi : À Managua, les personnes qui se rendent au travail et en reviennent se déplacent le plus souvent en bus ou en taxi. Le taxi est généralement le moyen de transport préféré des touristes et l'une des options de transport la plus rapide. Les taxis peuvent être hélés ou appelés par radio. Les taxis de rue, ceux qui peuvent être hélés sans appeler un répartiteur, sont largement disponibles et coûtent un peu moins cher que leurs homologues. Toutefois, certains taxis fonctionnent en collectif et prennent des passagers au fur et à mesure du voyage. Généralement, les passagers qui souhaitent renoncer à cette pratique le font en conseillant au chauffeur de ne pas prendre de passagers supplémentaires. Cela est généralement fait par mesure de sécurité, car des vols ont été commis en raison de cette pratique de "partage de taxi". Les taxis ne sont pas équipés de compteurs. Selon la coutume, de nombreux Nicaraguayens et touristes s'entendent sur le prix de la course avant de monter dans le véhicule.

### Transports routiers
Services de bus internationaux : TransNica est une compagnie d'autobus nicaraguayenne qui exploite des lignes internationales dans toute l'Amérique centrale. Elle est en concurrence avec son homologue, TicaBus, une compagnie d'autobus costaricaine. Managua est la plaque tournante de la compagnie, avec des bus partant de Managua vers San José, Tegucigalpa, San Salvador et Choluteca.
Dessertes routières : Managua est la ville la mieux connectée du Nicaragua. Tous les grands axes routiers du pays y mènent et il existe une bonne connexion de transport public vers et depuis la capitale. Quatre routes principales mènent à la métropole et en sortent :
- La première est l'autoroute panaméricaine, qui traverse la ville d'est en ouest sur la route du Nord et relie Managua aux autres départements du nord et du centre du pays.
- La seconde est la Carretera Sur, qui est une autre partie de l'autoroute panaméricaine qui va vers le sud-ouest et qui relie la capitale aux départements du sud, comme Carazo et Rivas.
- La troisième est la route Nueva a León qui relie Managua à León et Chinandega.
- La quatrième est l'autoroute de Masaya qui relie le département de Managua à ceux de Masaya et de Granada.

Toutes ces routes sont en bon état et certaines d'entre elles ont été récemment rénovées. En outre, la circulation est généralement fluide. Il est toutefois recommandé d'éviter les heures les plus chargées de la journée pour y circuler (7-8 h et 17-18 h).
Il existe plusieurs sociétés de location de voitures à Managua, dont plusieurs à capitaux internationaux. Une autre option consiste à prendre un bus interurbain à l'un des nombreux terminaux de Managua, dont la plupart sont situés sur les marchés. Il n'y a pas d'interconnexion, les bus arrivant ou partant d'une destination spécifique ne se trouvent que dans un seul terminal. Les passagers qui passent par Managua pour se rendre à un autre endroit doivent donc passer d'un terminal à l'autre pour poursuivre leur voyage.
Les infrastructures sur les autoroutes sont bien entretenues. Il en va de même pour les villes et les localités qui sont desservies par les autoroutes ou qui se trouvent à proximité de celles-ci. Cependant, cela ne se vérifie pas vraiment pour les villes et les villages qui sont plus éloignés des routes principales.
Les compagnies d'autobus nicaraguayennes, souvent appelées Chicken Buses, desservent à la fois les zones urbaines et rurales pour remédier au manque d'infrastructures suffisantes qui sévit dans ces villes ou villages.
Ces dernières années, les infrastructures de transport se sont développées en dehors de Managua et d'autres villes et départements de la côte Pacifique. Une route reliant la ville portuaire fluviale d'El Rama à Pearl Lagoon, située dans la région autonome de la côte sud des Caraïbes, a été achevée en 2007.
El Rama est relié par une autoroute à Managua. Managua et Puerto Cabezas, situés dans la région autonome de la côte nord des Caraïbes, sont également reliés par la route. Une troisième route, actuellement en construction, reliera Bluefields, région autonome de la côte sud des Caraïbes, à Managua via Nueva Guinea.

Carte des lignes de bus.
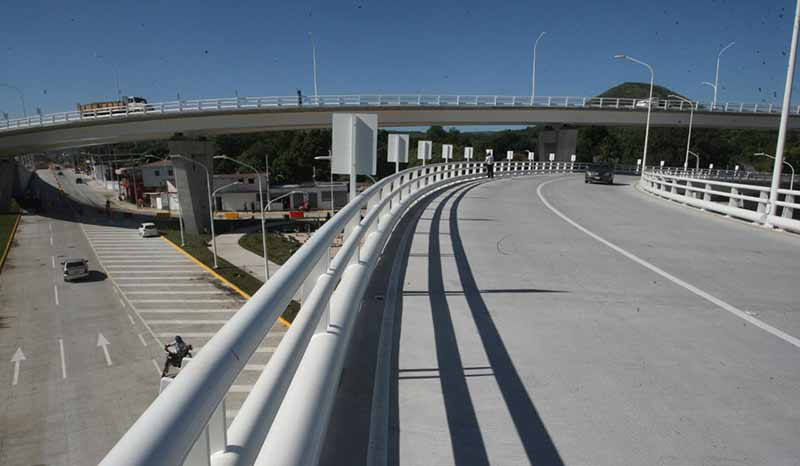
Principal axe routier de Managua.
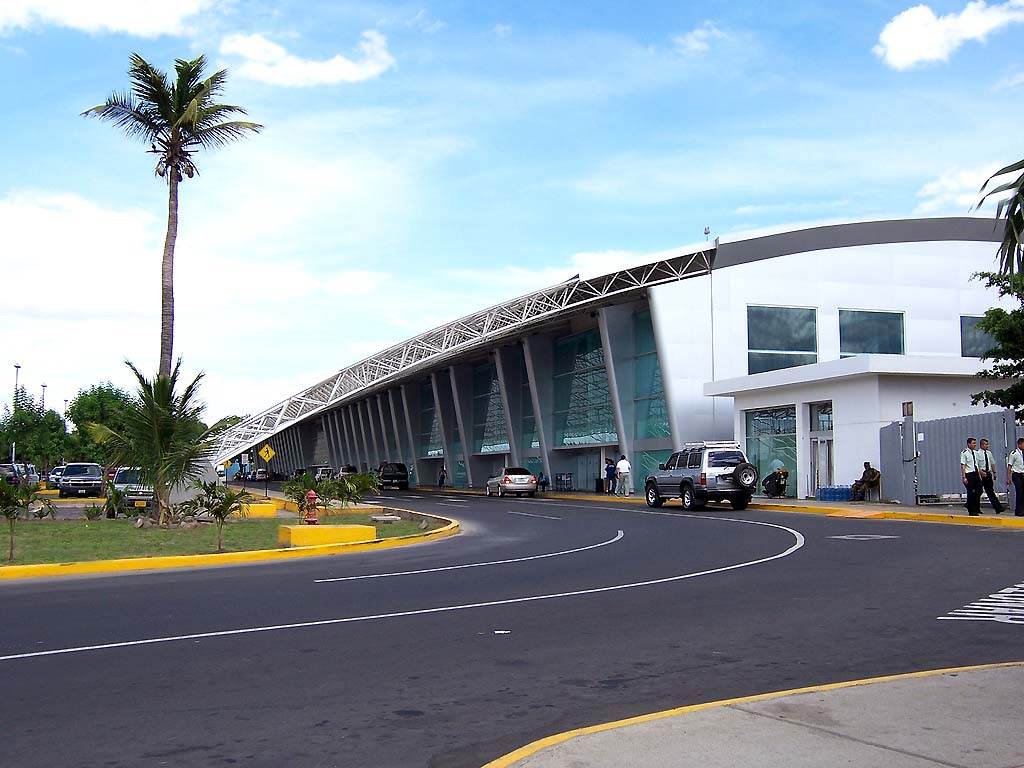
Aéroport international Augusto C. Sandino.

Voirie de l'agglomération : Officiellement, Managua est divisée en quatre secteurs : NO, NE, SO, SE et dispose d'un système de nomenclature routière alphanumérique qui a été utilisé jusqu'en 1972. Cependant, les catastrophes naturelles, les guerres et l'instabilité sociale ont rompu l'habitude d'utiliser les noms de rues. Par ailleurs, et comme dans les autres pays d'Amérique, les adresses sont données en fonction de points de référence, soit de bâtiments ou d'objets présents ou manquants. Aujourd'hui, certaines rues portent encore des noms mais ceux-ci ne sont pas indiqués. Même si les indigènes trouvent facilement les adresses, pour les étrangers, c'est un défi.
Parmi les voies qui portent encore leurs anciens noms, citons la Calle 27 de Mayo, Triunfo, Calle Colón, Trébol, Bulevar de los Mártires et l'Avenida del Ejército. Il existe de nombreuses rues pavées, dont la plupart ont été construites par le ministre du district national Arturo Cruz Porras dans les années 1970, comme Circunvalación ou Bypass, Portezuelo, Pista Benjamín Zeledón, Avenida UNAN-Managua...
Lors du tremblement de terre de 1972, le périphérique ou Bypass a servi à l'évacuation de la ville. Plus tard, sous le régime sandiniste, ont été construites les avenues suivantes : Avenida Bolivar, Larreynaga, Buenos Aires, Batahola, Suburbana, Jean Paul Genie et Mayoreo.

### Transports aériens
La ville est desservie par l'aéroport international de Managua (Augusto C. Sandino International Airport) (code IATA : MGA • code OACI : MNMG), principale porte d'entrée internationale du pays. Tous les vols internationaux partent et arrivent à cet aéroport, de même que les vols locaux vers Bluefields, les îles du Maïs, Puerto Cabezas et San Carlos. L'aéroport appelé localement "MGA" est situé sur la Carretera Norte, à environ 11 km à l'est du cœur de la ville. Les hôtels, les restaurants et les centres commerciaux sont facilement accessibles depuis l'aéroport qui offre tous les services attendus d'un aéroport moderne.
Depuis son extension et sa rénovation par l'architecte Roberto Sansón, d'un coût de plus de 52 millions de dollars, financées en partie par l'Espagne, il est considéré comme l'un des aéroports les plus modernes d'Amérique centrale. Sur les cent quarante aéroports du pays, il est le seul à disposer des infrastructures et des capacités nécessaires pour accueillir des vols internationaux.
Onze compagnies aériennes exploitent des vols internationaux à MGA. Les destinations les plus fréquentées sont Miami, Fort Lauderdale, San Salvador, Panama City et Atlanta. D'autres destinations régionales telles que San José et San Salvador sont également des escales populaires en raison de l'adhésion de la compagnie locale  Nicaragüense de Aviación au groupe TACA (Avianca El Salvador). Air Madrid avait l'intention d'instaurer des vols Madrid-Managua, mais à la suite de sa faillite et de sa dissolution, ses projets ont finalement été arrêtés.
Les voyages en avion sont plus efficaces que les voyages par routes en raison des mauvaises conditions, surtout pendant la saison des pluies. Les vols intérieurs sont assurés par Avianca depuis l'aéroport international. Pour d'autres destinations locales, Managua dispose de l'aéroport régional Los Brasiles et de la base aérienne militaire de Punta Huete, récemment rénovés.

## Patrimoine historique et culturel

### Le centre historique
Pendant des décennies, le vieux centre ville de Managua a été principalement occupé par des terrains vagues et de grands parkings à côté des bâtiments gouvernementaux, en raison de la présence de failles géologiques. Ces dernières années, des parcs ont été restaurés et des installations de loisirs et de détente ont été construites dans cette zone de la ville, la rendant ainsi plus attrayante. Il abrite désormais des bâtiments qui ont survécu au tremblement de terre de 1972 et qui sont maintenant une attraction, parmi eux :

#### La Place de la Révolution
Encadrée par les bâtiments les plus représentatifs et emblématiques de la Nation, la Plaza de la Revolución anciennement connue sous le nom de Plaza de la República (Place de la République), est le centre historique de Managua, situé sur les rives du lac Xolotlan. La place a été partiellement reconstruite et de nombreux bâtiments anciens ont été rénovés. Sur la place de la Révolution se trouve le Parque Central (Parc Central) qui contient de nombreux monuments historiques, dont certains sont dédiés aux héros et poètes nationaux.
Parmi ceux-ci, on trouve :
- Un kiosque Art déco situé au centre du parc et couronné d'une muse nue et blanchie à la chaux, dont l'acoustique est superbe.
- Le buste du professeur Josefa Toledo de Aguerri, qui était une éducatrice, une philanthrope, une écrivaine, une activiste sociale et l'une des premières féministes des Amériques.
- La tombe de Carlos Fonseca, fondateur du FSLN, qui est gardée par une flamme éternelle.
- Un parc dédié à l'écrivain guatémaltèque Miguel Ángel Asturias.
- Le monument du Guerrillero sin Nombre (le guérillero inconnu)
- et le Monumento à la Paz (monument pour la paix)[43].

En face du Parc Central, au nord, se trouve le parc et le monument en l'honneur de Rubén Darío.

#### L'ancienne cathédrale Santiago

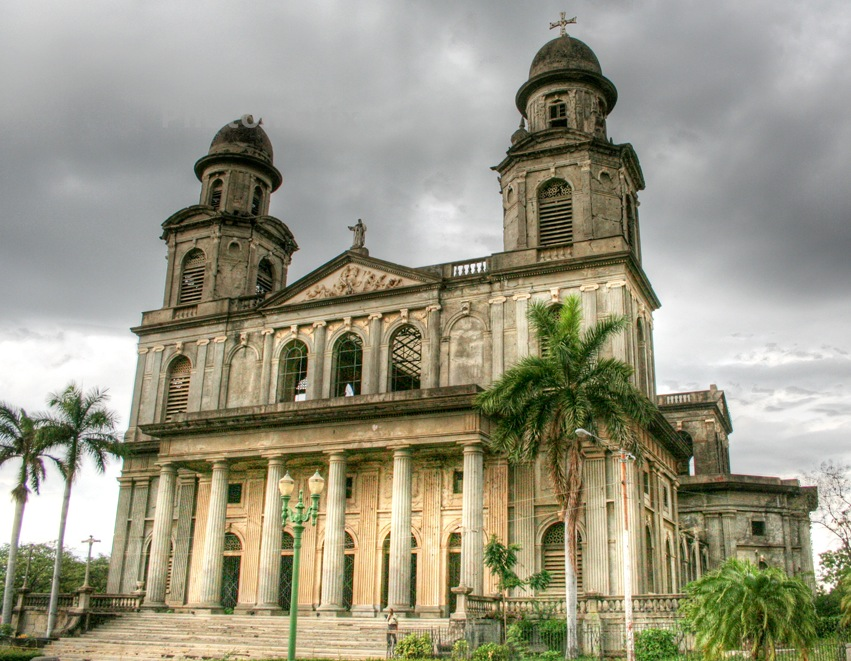
L'ancienne cathédrale de Managua.

La cathédrale Saint-Jacques, également connue sous le nom de "Vieille cathédrale de Managua", a été conçue par des architectes belges, et le fer utilisé pour former le noyau de la cathédrale a été expédié de Belgique par le port de Corinto. La construction a coûté 89 094 dollars et a duré de 1928 à 1938, sous la direction de Pablo Dambach, un ingénieur belge résidant à Managua. Les architectes s'étaient inspirés de l'église Saint-Sulpice de Paris, en France.
C'est la première cathédrale de l'hémisphère occidental à être entièrement construite en béton sur une structure métallique. La cathédrale a survécu au tremblement de terre de 1931, mais a été fortement endommagée lors du séisme de 1972, ce qui a finalement conduit à la construction d'une nouvelle cathédrale située dans une autre partie de Managua. Fermée au public pour des raisons de sécurité depuis 2000, elle est restée abandonnée pendant longtemps, bien qu'on lui accorde maintenant plus d'attention et que sa restauration est apparue possible.

#### Le parc Rubén Darío
En face du Parc Central, au nord, se trouve le parc et le monument Rubén Darío, dédié au plus grand poète du Nicaragua et à l'une des figures littéraires les plus influentes du monde hispanophone. Il s'agit d'un monument néoclassique qui se compose d'un piédestal rond, surmonté d'une balustrade entourant une fontaine contenant une gondole remplie d'angelots chanteurs, et au centre, un pilier surmonté d'une statue de Darío vêtu d'une toge romaine, protégée par un ange. Construit en marbre de Carrare, le monument de Darío est l'un des plus grands du pays.

#### Le théâtre national Rubén Darío
C'est le bâtiment artistique et culturel le plus important du pays. Il a accueilli des représentations d'artistes nationaux et internationaux, qui ont donné d'excellents concerts, pièces de théâtre et expositions, entre autres activités culturelles et spectacles de toutes sortes. Il abrite également une exposition permanente de la collection picturale du Musée d'art contemporain "Julio Cortázar". Le théâtre est l'un des plus modernes d'Amérique centrale. C'est l'un des rares bâtiments qui ont survécu au tremblement de terre de 1972 qui a détruit 90 % de Managua.

#### Le Palais national

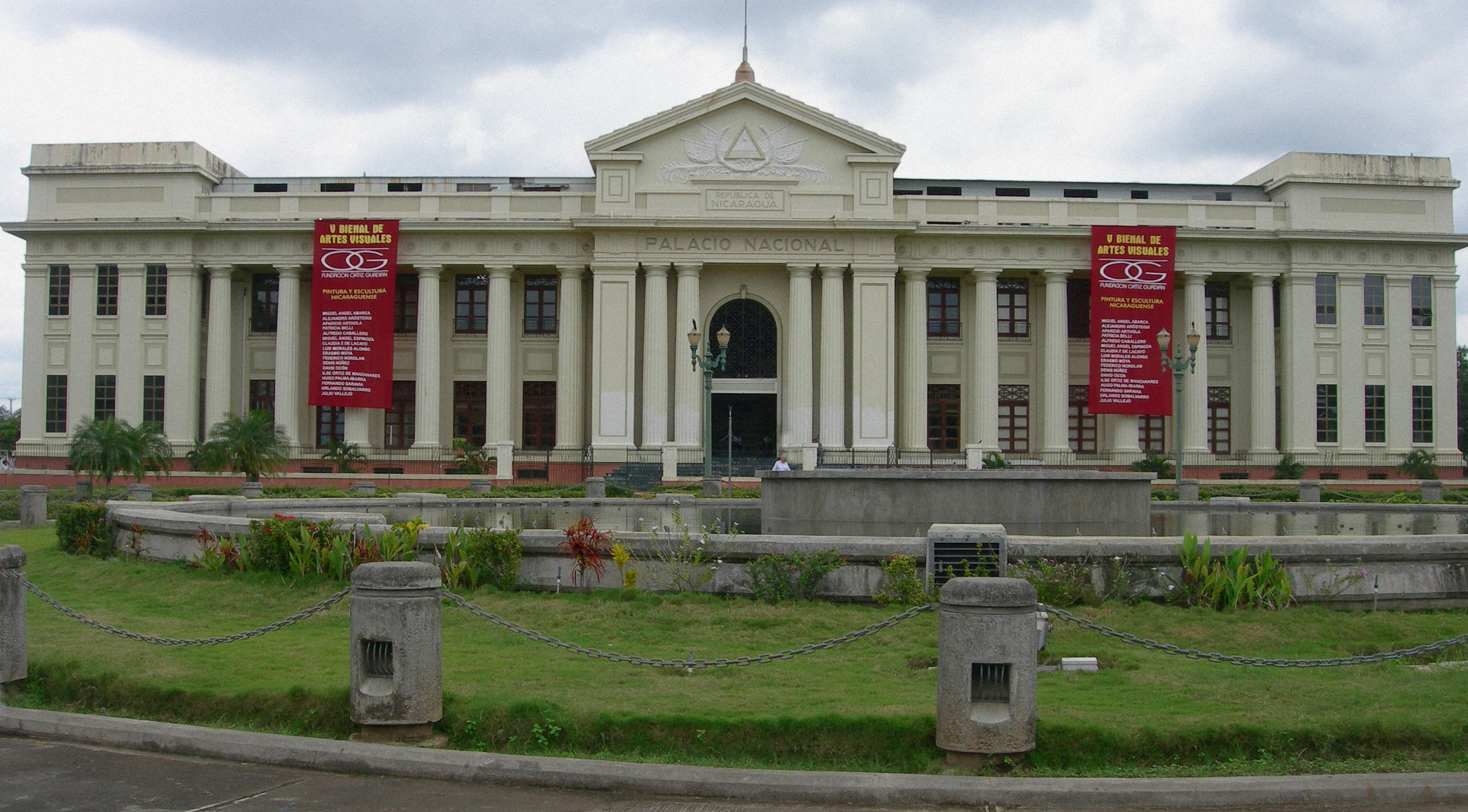
Le Palais national.

Le Palais national (désormais Palais de la culture) est l'un des plus anciens bâtiments de Managua. Il a été commandé par le président Juan Bautista Sacasa en 1935 et construit par l'architecte Pablo Dambach, qui a également construit la cathédrale Saint-Jacques. Pendant plus de 50 ans, le Palais national (Casa de los Pueblos) a abrité le Congrès. Aujourd'hui, il abrite les Archives générales nationales du Nicaragua, la Bibliothèque nationale "Rubén Darío", ainsi que le Musée national  "Diocleciano Chávez" qui est ouvert au public. Le musée présente des peintures précolombiennes, des statues, des céramiques, etc. L'exposition comprend également le Hall de l'histoire nationale et le Hall des symboles nationaux. Le Palais national est l'un des rares bâtiments qui ont survécu au tremblement de terre de 1972. Le Palais national de la culture (1935) de style néoclassique, il abrite la bibliothèque et le musée national (collection d'idoles précolombiennes).

### Autres lieux d'intérêt

#### Bibliothèque Docteur Roberto Incer Barquero
La bibliothèque Doctor Roberto Incer Barquero est destinée à promouvoir la culture nicaraguayenne. La bibliothèque possède 67 000 livres, un accès gratuit à Internet, des archives de journaux et des informations économiques de la Banque centrale. La bibliothèque dispose également d'une galerie dans le même bâtiment, où sont exposées des peintures nicaraguayennes célèbres, ainsi que des œuvres de nouveaux artistes prometteurs. Dans la salle de numismatique, il y a une exposition permanente de pièces, de billets et de médailles commémoratives de toute l'histoire du Nicaragua.

#### Musée d'Acahualinca
Managua abrite également le "Museo Sitio Huellas de Acahualinca" où sont présentées des empreintes fossilisées paléoaméricaines gravées il y a 2 100 ans dans la cendre volcanique. Le musée est situé à l'ouest de Managua, dans le quartier d'Acahualinca. En plus des empreintes, le musée expose des pièces archéologiques trouvées dans d'autres localités du pays. Des objets tels que des empreintes de pied de mammouth, des outils précolombiens, un crâne de León Viejo et une petite collection de poteries, entre autres artéfacts. Les empreintes furent découvertes en 1874 et  correspondent à celles laissées par une dizaine d'individus de taille moyenne (1,45 m). Il y a également quelques traces d'animaux (cerf, lézard, bison, dindon).

#### Stade national Dennis Martínez
Le stade a été construit en 1948 et était alors le plus grand stade d'Amérique centrale. Il a résisté au tremblement de terre de 1972. Le stade a été nommé en l'honneur de Dennis Martínez, premier joueur de baseball du Nicaragua à jouer dans la Ligue majeure de baseball. Le Stade national Dennis Martínez a une capacité de 40 000 places, ce qui en fait le plus grand stade du Nicaragua. Il accueille des matchs de baseball et de football, ainsi que des concerts et des événements religieux. Il a été le site officiel de plusieurs championnats du monde de baseball, notamment en 1948, 1972 et 1994. À l'intérieur se trouve le Panthéon des sports nicaraguayens.

#### Cathédrale de la Concepción

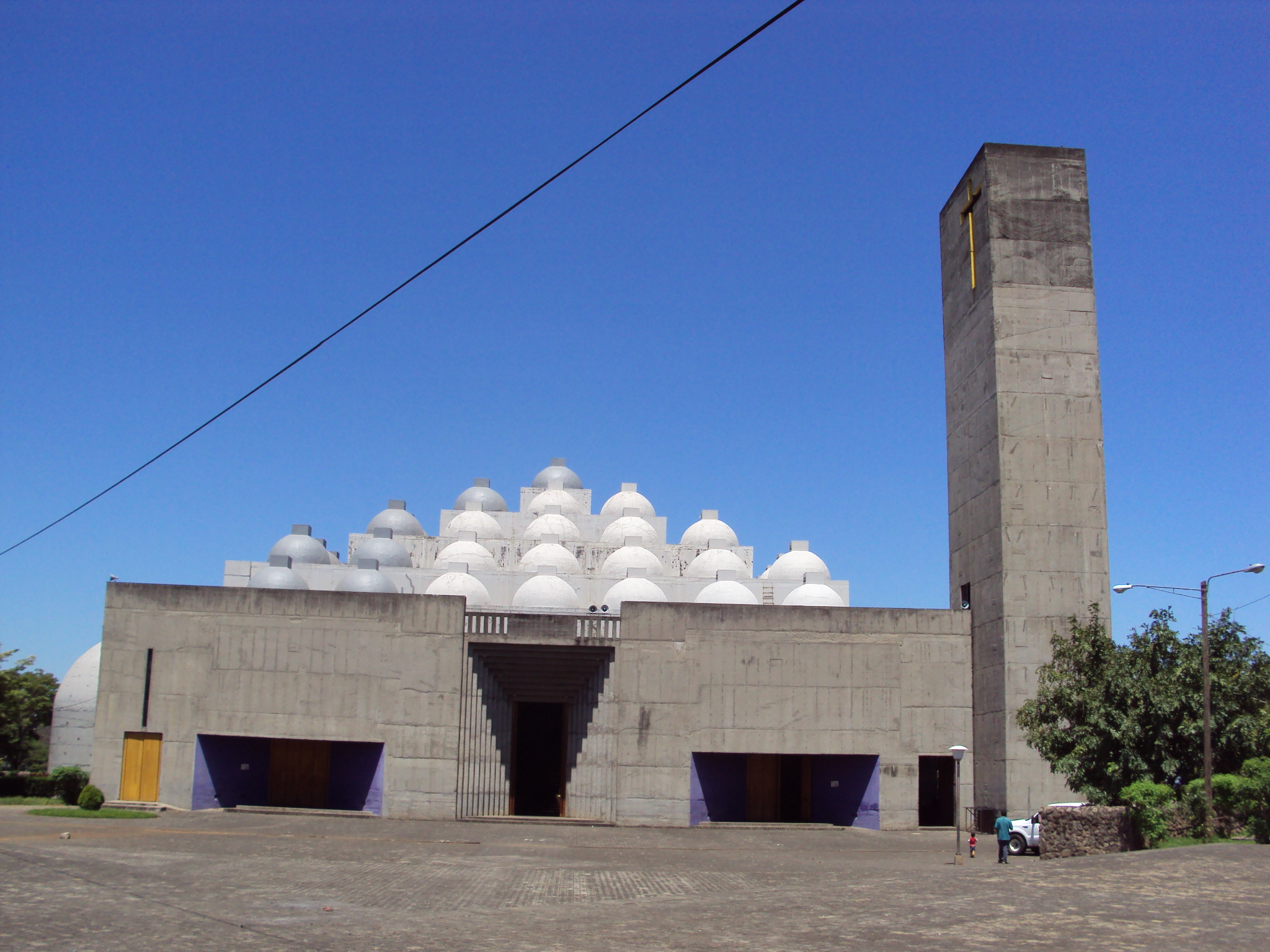
La nouvelle cathédrale de Managua.

En 1991, a commencé la construction de la Cathédrale métropolitaine de l'Immaculée Conception, plus communément appelée la "Nouvelle Cathédrale". Elle a été conçue par l'architecte mexicain Ricardo Legorreta et inaugurée en 1993. De facture postmoderne elle présente 63 petits dômes en guise de toiture. Elle a été construite pour remplacer l'ancienne cathédrale du centre-ville qui avait été endommagée lors du tremblement de terre de 1972.
Une fois sa construction terminée, la Nouvelle Cathédrale a suscité une controverse parmi les touristes et les habitants du quartier en raison de son aspect extérieur fade et terne. Les critiques ont souligné le fait que tous les bâtiments d'une importance particulière dans la ville, notamment ceux de l'héritage colonial, étaient peints de couleurs vives et que, un bâtiment qui devait servir de lieu de culte, devrait être spécialement de couleur vive. Finalement, le béton et la surface grise d'origine de l'église ont été acceptés et les pèlerins catholiques ont commencé à admettre l'église telle qu'elle est.

#### Réserve naturelle du lac Tiscapa

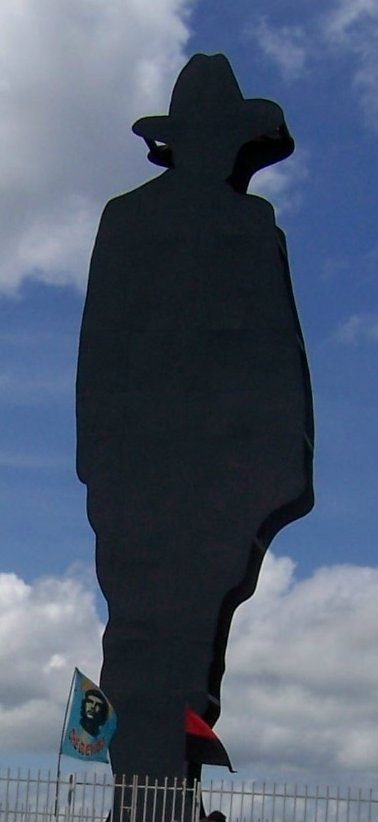
Monument à Sandino.

Le lac de Tiscapa, située dans la Réserve naturelle du lac de Tiscapa, se trouve juste au sud du centre historique de Managua. En amont du lac se trouve la Calle del Comercio (rue du commerce), qui mène au Monumento al Liberalismo (monument au libéralisme), construit à la fin des années 1930 par le Parti libéral nationaliste en l'honneur du président Anastasio Somoza García.
À proximité se trouve le Monument à Sandino qui est une silhouette de Augusto C. Sandino, l'un des héros nationaux du Nicaragua. Le monument fait 18 m de haut. Le monument a été proposé par Ernesto Cardenal et est protégé par des militaires. Le monument Sandino a été construit sur l'épave de l'ancien palais présidentiel commandé par le président Sacasa à la fin des années 1920 mais utilisé depuis longtemps par la famille Somoza comme résidence personnelle.
Sur le bord du cratère de Tiscapa se trouvent également les Mazmorras, une prison où l'actuel président Daniel Ortega et de nombreux autres prisonniers politiques ont été torturés pendant les régimes Somoza.
La réserve est située dans les limites de la ville de Managua et est une attraction touristique populaire. Des restaurants et des magasins bordent la berge du lac. Les balades sous la canopée offrent une vue panoramique du vieux centre-ville de Managua, où seuls quelques bâtiments ont survécu au tremblement de terre de 1972. Encouragé par l'amélioration de l'économie du pays, le centre-ville de Managua a été reconstruit à partir du milieu des années 1990. Ainsi, de nombreux nouveaux bâtiments gouvernementaux, complexes d'appartements, centres commerciaux, places vertes, promenades verdoyantes, visites du lac, restaurants, lieux de divertissement, avenues élargies, monuments et fontaines, ont vu le jour, réveillant le cœur de la métropole après un long sommeil depuis le séisme. De plus, de nombreux objets précolombiens ont été trouvés à Tiscapa et dans les environs, ajoutant à l'héritage précolombien de Managua.

### Port et promenade
Outre le centre historique, d'autres lieux d'intérêt peuvent être visités, tels que les deux ouvrages construits sur la côte du lac de Managua, qui sont :
- Le port Salvador Allende (El Puerto Salvador Allende), point d'ancrage d'un petit bateau de croisière "La novia del Xolotlán" qui navigue sur le lac. Le port dispose de restaurants aux goûts internationaux, de bars, de discothèques et d'espaces de loisirs pour tous les âges.
- Le Paseo Xolotlán, est une promenade conçue pour être plus paisible qui offre des vues sur le lac et une visite historique de l'ancienne Managua, à travers des maquettes de vieux bâtiments de la ville.

### Bâtiments historiques
Les autres bâtiments d'intérêt historique qui ont été remis en état et remodelés sont les suivants :
- Le bâtiment de la Banque nationale du Nicaragua, aujourd'hui siège de l'Assemblée nationale du Nicaragua.
- Le bâtiment de la Bank of America qui abrite aujourd'hui les bureaux du pouvoir législatif.
- Le bâtiment de l'Institut nicaraguayen de sécurité sociale (INSS)
- Le Palais des communications qui abrite les bureaux de la poste nicaraguayenne.
- Le bâtiment Zacarías Guerra qui abrite les bureaux administratifs de l'INSS.
- L'ancien hôtel Intercontinental, devenu l'hôtel Crowne Plaza Managua.

### Nouveau centre
Après le tremblement de terre de 1972, qui détruit Managua, la famille Somoza accapare l’aide internationale et profite de façon outrancière des opérations de reconstruction, ce qui provoque la défection du soutien au régime du secteur privé. Ce n'est qu'au milieu des années 1990 que Managua s'est développée. Le centre économique qui était dispersé dans plusieurs zones s'est concentré dans la zone de la route de Masaya ou Avenida de las Naciones Unidas, connue sous le nom de Nouveau Centre de Managua et composée de différentes zones telles que :
Zona Viva : C'est la plus récente de toutes et elle est située derrière le centre commercial Galerías Santo Domingo. Cette zone a connu son apogée depuis 2005 du fait qu'elle est très complète. Il y a une discothèque, des tavernes, des restaurants et bien d'autres choses encore. Dans cette zone, vous trouverez un mélange de divertissements, de logements et un quartier financier en formation.
Hippos Zone : Elle regroupe un ensemble de restaurants, tavernes et discothèques aux thèmes différents.
Zona Rosa : Elle est principalement composée de casinos et de discothèques.
Le marché Roberto Huembes : C'est un centre populaire (mercado) où les habitants de Managua achètent leur nourriture, leurs vêtements et d'autres produits nécessaires, c'est le "marché touristique par excellence".
Le Mercado Oriental : C'est le centre commercial le plus important du Nicaragua et d'Amérique centrale, qui emploie plus de dix mille personnes. Dans le Mercado Oriental, vous pouvez trouver toutes sortes de produits.
Bello Horizonte : Au sud de la ville, site plus traditionnel où le visiteur peut écouter des mariachis qui donnent des sérénades.

### Sites naturels
Un autre aspect intéressant de Managua est la présence de pas moins de quatre lacs dans les limites de la ville.

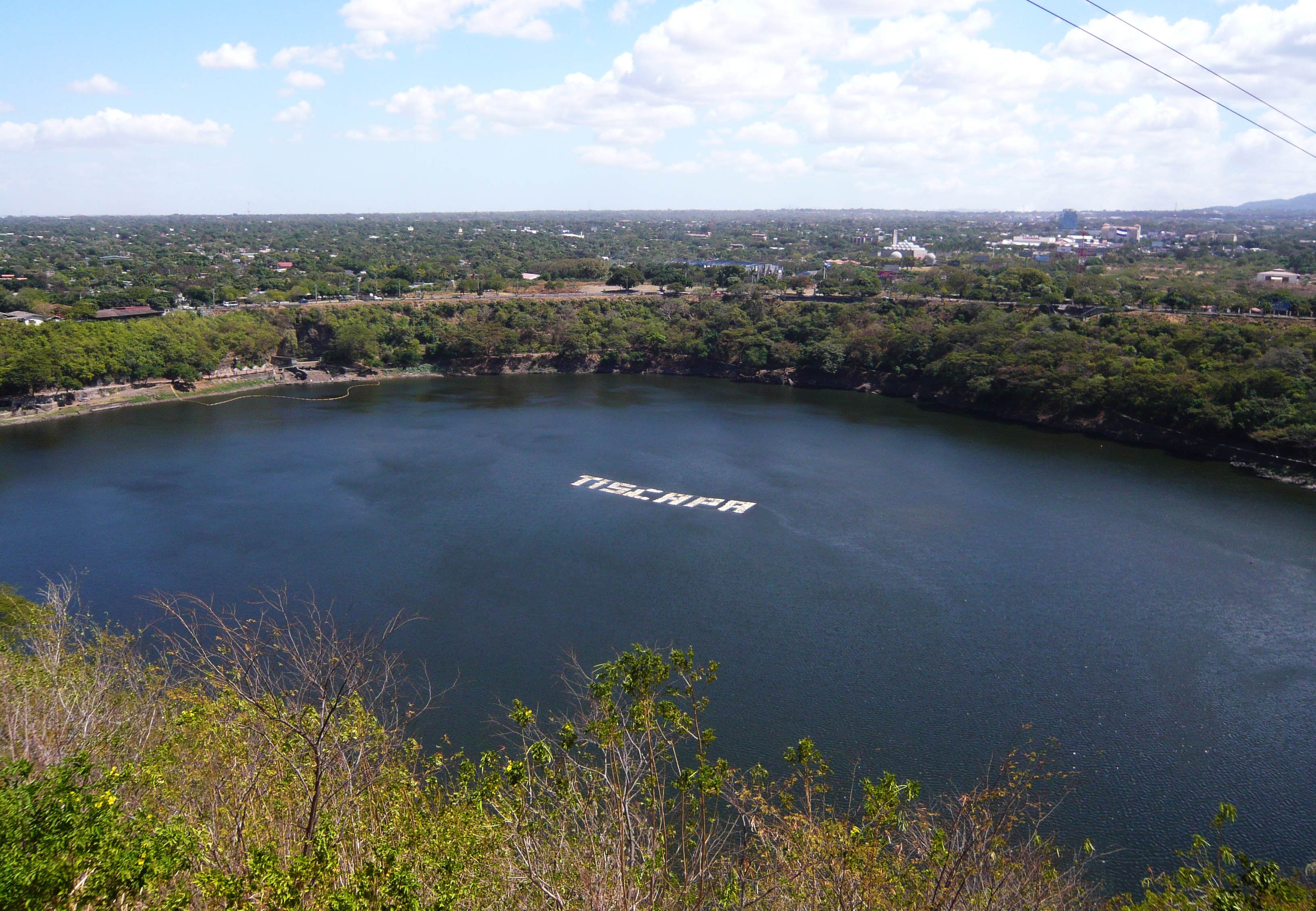
Le lac Tiscapa.

#### Lac Tiscapa
Le plus central est le lac Tiscapa, formé il y a environ 10 000 ans par l'explosion de la partie supérieure du volcan. Parce qu'il est situé dans le reste du cône du volcan, il offre des vues extraordinaires sur Managua. Tiscapa est également un site historique, car l'ancienne maison présidentielle était située sur le bord nord du cratère avant le tremblement de terre de 1972. Le bâtiment s'est alors partiellement effondré, mais aussi parce que le séisme du 31 mars 1931 a endommagé ses fondations et que celles-ci n'ont pas été réparées.
Au début des années 1990, le gouvernement de la présidente Violeta de Chamorro, a démilitarisé la colline et construit une passerelle au sommet. Aujourd'hui, la passerelle porte une énorme effigie de Sandino, qui fait une grande impression lorsque ses côtés sont éclairés la nuit. Il y a aussi un char de combat que le dictateur italien Benito Mussolini a donné au dictateur Anastasio Somoza Garcia. De plus, pour les amateurs de sensations fortes, une tyrolienne traverse le cratère.
Géologiquement, le cratère est traversé du sud-ouest au nord-est par une faille sismique, qui a activé le tremblement de terre du 23 décembre 1972, appelé la faille de Tiscapa. D'autres failles traversent la vieille ville comme celle du Stade, des Banques, de Chico Pelón et d'autres en dehors de la zone comme celles de l'École Américaine, de Zogaib, de San Judas et de l'Aéroport.

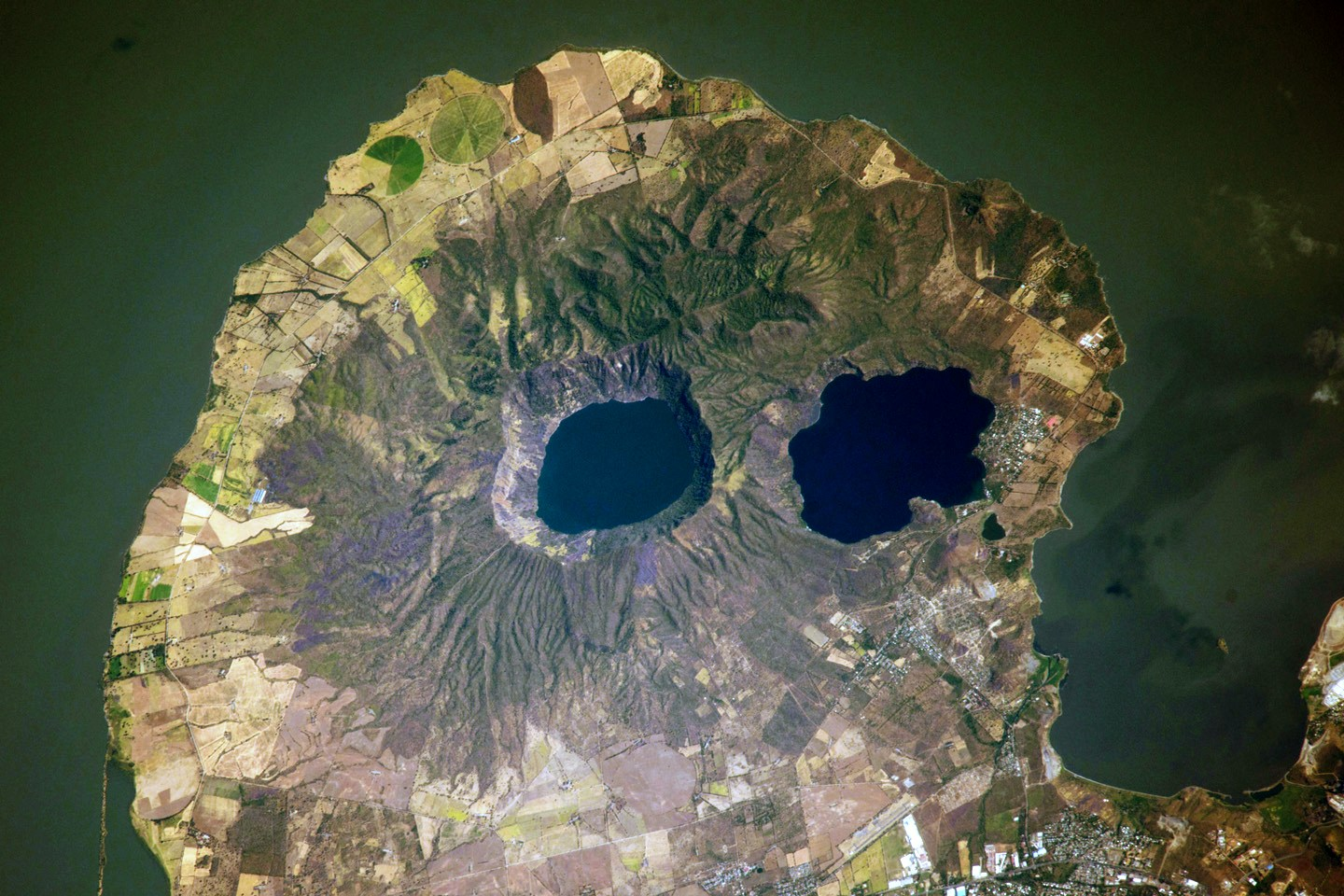
Les lacs Apoyeque et Xiloá sur les pentes du volcan Apoyeque.

#### Le lac d'Asososca
C'est la plus importante source d'eau potable de Managua. Il se trouve à l'ouest de la ville, entre les autoroutes du Sud et de Nueva a León. Comme il est placé au fond d'un cratère, il est difficile de le voir de loin, mais sur son côté sud se trouve l'une des plus anciennes promenades de Managua appelée "Las Piedrecitas" (les petites pierres), avec des vues spectaculaires sur Asosoca et Managua. La Compagnie nicaraguayenne des aqueducs et des égouts (ENACAL) a son siège à l'est du lac.

#### Nejapa
Ce lac, également situé le long de la route du sud est aussi le cratère d'un volcan éteint. Bien qu'il soit peu profond, il n'est pas possible d'y nager. Parfois, toute l'eau du lac s'évapore pendant l'été.

#### Acahualinca
Petit, peu profond il est situé près du lac Xolotlán, à côté du quartier du même nom. Il n'est pas non plus possible de s'y baigner parce qu'il est contaminé.

#### Chiltepe
À seulement 13 km de Managua se trouvent les lacs Apoyeque et Xiloá, dans la réserve naturelle de la péninsule de Chiltepe.

## Éducation
Outre ses aspects économiques, Managua est également le principal centre politique, social, culturel et éducatif du Nicaragua.
Managua est le centre national de l'éducation, où se trouvent la plupart des universités et des établissements d'enseignement supérieur les plus prestigieux du pays. En 2007, après une campagne d'alphabétisation réussie, Managua a été déclarée par le maire de la ville et le journal du parti sandiniste comme la première capitale d'Amérique centrale à être débarrassée de l'analphabétisme.
Le système d'enseignement supérieur du Nicaragua se compose de 48 universités et 113 collèges, instituts professionnels et techniques qui accueillent des étudiants dans les domaines de l'électronique, des systèmes et des sciences informatiques, de l'agroforesterie, de la construction et des services liés au commerce.
Le système éducatif comprend une université de langue anglaise accréditée aux États-Unis, trois programmes universitaires bilingues, cinq écoles secondaires bilingues et des dizaines d'instituts de langue anglaise. En 2005, près de 400 000 (7 %) des Nicaraguayens étaient titulaires d'un diplôme universitaire. Le pays investit 18 % de son budget total dans l'enseignement primaire, secondaire et supérieur.

### Collèges et universités

#### Université nationale autonome du Nicaragua
L'Université nationale autonome du Nicaragua (UNAN - Universidad Nacional Autónoma de Nicaragua) est la principale université publique du Nicaragua financée par l'État. L'UNAN a été créée en 1812 dans la ville de León et son campus principal est situé à Managua. Par décret gouvernemental en 1983, le campus de l'Université nationale autonome du Nicaragua à León et à Managua est devenu deux entités distinctes : l'UNAN et UNAN-León.

#### Institut centraméricain d'administration des affaires
L'Instituto Centroamericano de Administración de Empresas, INCAE, est une école de commerce privée qui a été fondé en 1964 avec le soutien du gouvernement des États-Unis et d'autres pays d'Amérique centrale. L'institution est étroitement liée à l'Université Harvard, qui a joué un rôle dans sa fondation. Le campus Francisco de Sola campus à Managua a été le premier à être créé (1964), le campus Walter Kissling Gam à Alajuela, Costa Rica, a ensuite été créé en 1984. Ce dernier est devenu le campus principal à la suite du manque de soutien du gouvernement nicaraguayen dans les années 1980 ; en fait, le campus de Managua a été fermé pendant la majeure partie de cette période. Il a ensuite rouvert en 1990 après le rétablissement de la démocratie au Nicaragua ; le campus principal est toutefois resté à Alajuela.
Selon une étude réalisée par América Economía, l'INCAE s'est classée première école de commerce en Amérique latine en 2004 et 2005 et dans les dix premières écoles de commerce internationales par The Wall Street Journal en 2006.

### Autres universités
León et Managua sont les deux villes qui comptent le plus grand nombre de sites universitaires. Les principales universités de la ville sont :
- UNAN : Université nationale autonome du Nicaragua.
- UNI : Université nationale d'ingénierie.
- UCA : Université d'Amérique centrale[60].
- UNA : Université nationale agraire.
- UNICA : Université catholique Redemptoris Mater[61].
- AC : Collège américain.
- UAM : Université américaine.
- UPOLI : Université polytechnique du Nicaragua (fondée en 1967).
- UNICIT : Université ibéro-américaine de science et de technologie.
- UHISPAM : Université hispano-américaine.
- UTM : Université Thomas More[62].
- UNIVALLE : Université de la Vallée.
- UCN : Université centrale du Nicaragua.
- UDO : Université d'Occident, Managua.
- UdeM : Université de Managua.
- UCC : Université des sciences commerciales[63].
- UNIJJAR : Université Jean Jacques Rousseau.
- UNIDES : Université internationale pour le développement durable.
- ULAM : Université des Amériques.

## Culture

### Gastronomie
En raison de l'influence des immigrants et des touristes, il est courant de trouver à Managua des spécialités alimentaires des diverses régions du Nicaragua conjointement avec des spécialités internationales. Les aliments les plus courants sont le riz, le plantain, les haricots, ainsi que des variétés de choux et de fromages. Il existe une tradition locale de fabrication de fromage et il n'est pas rare de trouver du fromage frit en accompagnement de nombreux plats parmi les plus populaires, comme le plantain frit et le gallo pinto, un plat traditionnel régional à base de riz et de haricots.
Managua offre une large gamme de cuisines internationales, notamment des restaurants italiens, espagnols et français, ainsi que de nombreux restaurants asiatiques (sud-coréens, chinois et taïwanais). La capitale est également parsemée de nombreuses chaînes de restaurants américains comme Burger King, Pizza Hut, McDonald's, Papa John's et Subway, qui ont vu le jour depuis les années 1990. Il existe également des chaînes de restauration rapide locales et régionales, par exemple Tip-Top, Rostipollo et Pollo Campero.
On trouve une forte tradition de préparation de sucreries locales comme la Cajeta de leche (faite soit de lait condensé, soit de noix de coco et de noix sucrées). On trouve également quelques variétés locales de chocolat, généralement préparé avec du poivre et d'autres épices ou des noix. Le "fast food" connu sous le nom de quesillo est populaire dans tout le pays. Le quesillo est composé de fromage produit localement, enveloppé dans une tortilla de maïs avec de la crème aigre, des oignons marinés, du sel et du vinaigre. Le nacatamal, la version nicaraguayenne du tamale, est un mets local délicat. De nombreux fruits tels que les mangues, les jocotes et les mamones constituent un en-cas courant. Les mangues et les jocotes sont souvent consommées lorsqu'elles ne sont pas mûres, avec du sel et du vinaigre.
La préparation des steaks est l'un des points forts de la cuisine locale. Il est souvent accompagné d'une sauce spéciale appelée Chimichurri, composée d'huile, d'ail et d'herbes. Il existe de nombreux restaurants de steak réputés dans tout le pays, parmi lesquels Los Ranchos, et aussi, mais pas seulement, des restaurants argentins, brésiliens, chinois, français, allemands, indiens, italiens, japonais, mexicains et espagnols, ainsi que des restaurants nicaraguayens.

### Festivités

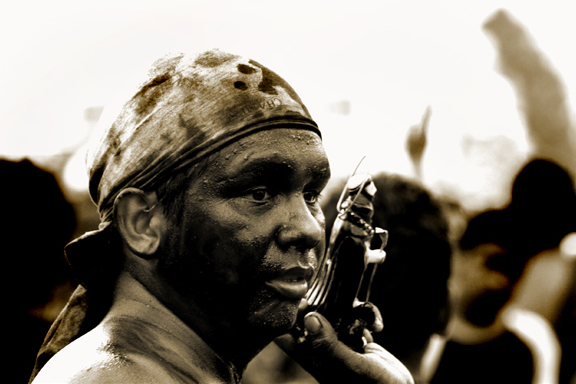
Certains se couvrent d'un mélange de graisse et d'huile de moteur.

La fête la plus célèbre de Managua est celle de son saint patron Santo Domingo de Guzmán, dont l'image est apparue sur un tronc d'arbre dans les Sierritas de Managua au milieu du XIXe siècle. Elle commence le matin du 1er août, lorsque la "Bajada del Santo" (descente du saint) implique de nombreuses personnes joyeuses qui marchent et portent la vieille statue de Santo Domingo de l'église Las Sierritas au sud de Managua à une autre église à travers la ville au nord, dans la zone détruite par le tremblement de terre de 1972. Elle y reste pendant dix jours jusqu'au matin du 10 août, lorsque la "Subida del Santo" (la marche du saint) ramène la statue à l'église Las Sierritas où elle reste pour le reste de l'année.
Des milliers de personnes assistent à cet événement qui consiste à danser, manger, boire et faire défiler des groupes musicaux, principalement pour des traditions qui remontent à l'époque précoloniale, ou pour demander des miracles personnels, faire des promesses ou rendre grâce au saint. Pendant le défilé, de nombreuses personnes se déguisent en costumes typiques, masques et corps peints. Parmi les autres participants, on trouve des "carrosas" (voitures et camions décorés) d'entreprises commerciales locales, des cavaliers venus du Nicaragua et d'autres pays voisins d'Amérique centrale pour montrer leurs chevaux, leurs compétences et leurs costumes de cavalier. Pendant la fête, certaines personnes se couvrent d'un mélange de graisse et d'huile de moteur en remerciement des bienfaits du saint.

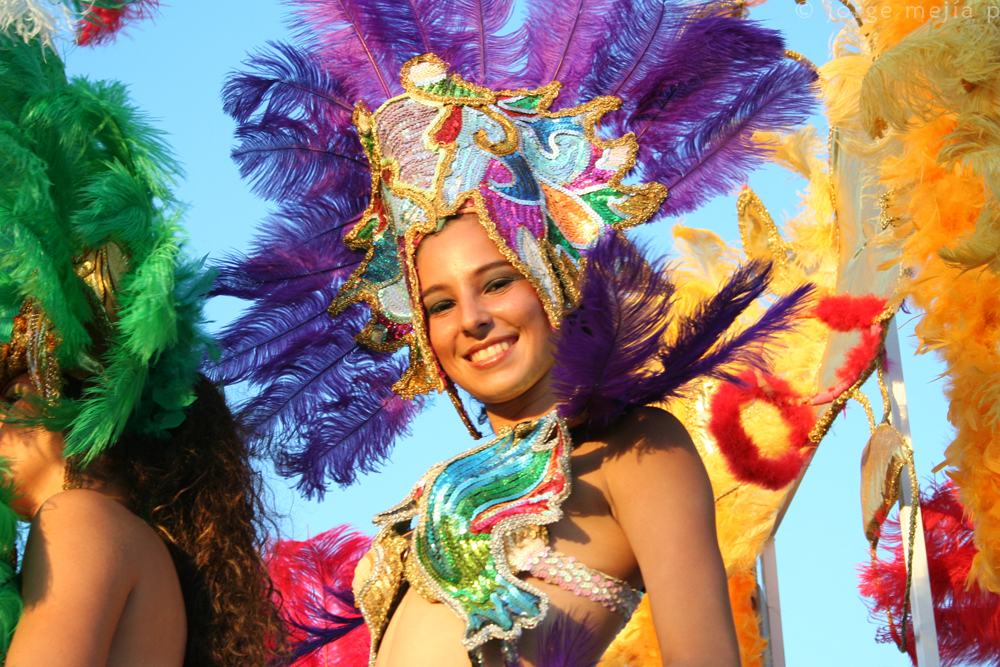
Carnaval de la Alegria por la vida en 2007.

Une autre fête qui a lieu depuis 2003 est le carnaval Alegria por la Vida (Bonheur pour la vie), célébré à Managua au début du mois de mars. Le thème est différent chaque année. Cet événement est célébré avec des défilés, des chars, de la musique, de la nourriture et des danses ainsi que le défilé de la reine du carnaval.
Managua accueille le concours annuel de beauté pour l'élection de Miss Nicaragua qui se déroule traditionnellement au Théâtre national Rubén Darío et a lieu depuis 1955.

### Musées, bibliothèques et centres culturels
La Bibliothèque nationale possède une grande quantité de volumes et offre une information bibliographique abondante sur la découverte et l'indépendance du Nicaragua. Le Palais national de la culture présente une exposition d'art nicaraguayen datant de la période précédant son indépendance. À l'intérieur du Palais national de la culture se trouve le Musée national, qui contient des pièces archéologiques avec quelques exemples de poteries précolombiennes, des statues et d'autres découvertes.
Managua abrite un ensemble de galeries d'art qui présentent des pièces d'artistes nationaux et internationaux.
Managua abrite de nombreux types de musées, dont le musée Julio Cortázar et les Archives du film de la cinémathèque nationale. Parmi les musées d'histoire naturelle figurent le Museo del Departamento de Malacología UCA (malacologie), le Museo Gemológico de la Concha y el Caracol (conchyliologie) et le Musée paléontologique "El Hato".
Le musée Santo Domingo de Guzmán est un musée d'anthropologie. Le Museo de la Revolución, le Museo Casa Hacienda San Jacinto et le Museo Parque Loma de Tiscapa sont des musées d'histoire.
Parmi les centres culturels de Managua figurent le Centro Cultural Nicaragüense Norteamericano (CCNN) (Centre culturel nicaraguayen-nord-américain), le Centro Cultural Chino Nicaragüense (Centre culturel nicaraguayen chinois), l'Alliance Française de Managua, entre autres.

### Médias et communications
Managua est le siège de la plupart des chaînes de télévision nationales ainsi que des principaux journaux nationaux. Parmi les plus grandes chaînes de télévision, on trouve Canal 2, Telenica, Canal 10, Canal 15 (informations continues) et plusieurs autres.
Les trois journaux nationaux sont El Nuevo Diario, La Prensa et HOY, qui ont des bureaux basés à Managua, ainsi que d'autres journaux plus petits. Il existe de nombreuses stations de radio à Managua, dont certaines ont des affiliations politiques, sociales ou religieuses.

### Divertissements
Managua compte de nombreux bars, boîtes de nuit, casinos, théâtres et cinémas. Par rapport aux prix occidentaux, les boissons alcoolisées, les entrées au théâtre et les billets de cinéma sont relativement bon marché. Il y a des cinémas dans tous les grands centres commerciaux ; ils projettent des films en anglais et en espagnol. Les ambassades étrangères à Managua parrainent également des festivals de cinéma.
Depuis la fin des années 1990 et le début de l'an 2000, de nombreux casinos et bars karaoké ont ouvert et sont restés des attractions populaires pour les Nicaraguayens et les visiteurs étrangers. La musique populaire comprend le Palo de Mayo, le Merengue, la Cumbia et la pop latine, entre autres, ainsi que la pop et le rock américains. La danse salsa est un passe-temps national. Managua se targue d'une vie nocturne animée. Les boîtes de nuit et les bars abondent à Managua, notamment dans les quartiers populaires appelés "Zona Viva" situés dans le centre commercial "Galerías Santo Domingo", ainsi que tout près de "Plaza Mi Viejo Santo Domingo" et "Plaza Familiar". D'autres zones populaires sont la "Zona Hippos" derrière l'hôtel Hilton près de Metrocentro et la "Zona Rosa".
Il existe une modeste scène sociale gay à Managua car depuis mars 2008, l'homosexualité n'est plus illégale et ne donne plus lieu à une peine de prison dans le pays.

### Sports
Le baseball est de loin le sport le plus populaire au Nicaragua, suivi du football et de la boxe. Le Stade national Dennis Martínez accueille de nombreux matchs de baseball de l'équipe Boer de Managua. Au moment de sa construction, à la fin des années 1960, il était le stade le plus moderne d'Amérique centrale. La ligue de baseball compte 34 équipes.

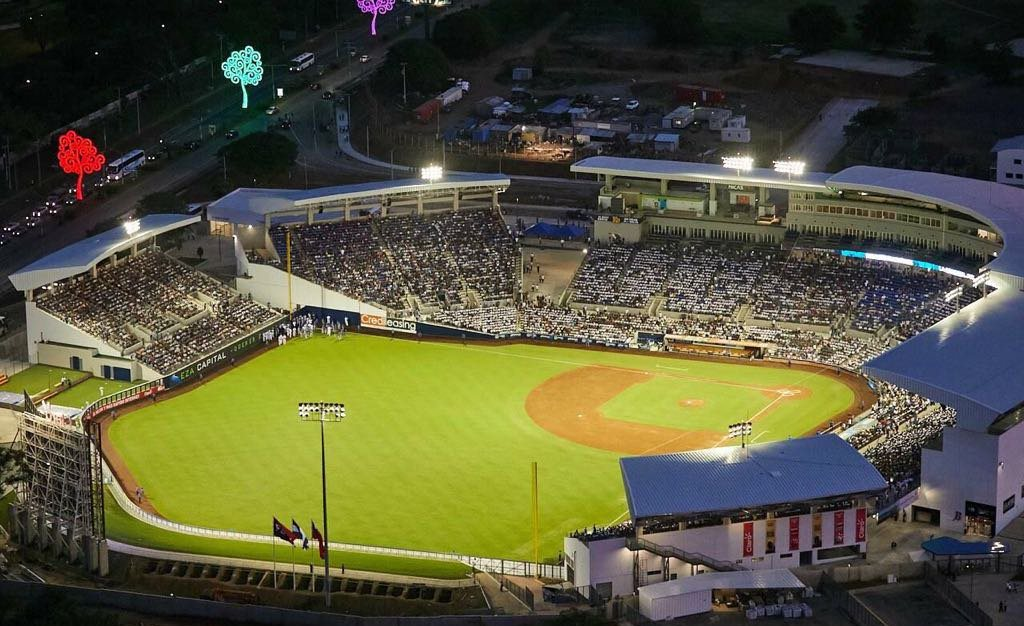
Stade national Dennis Martinez.

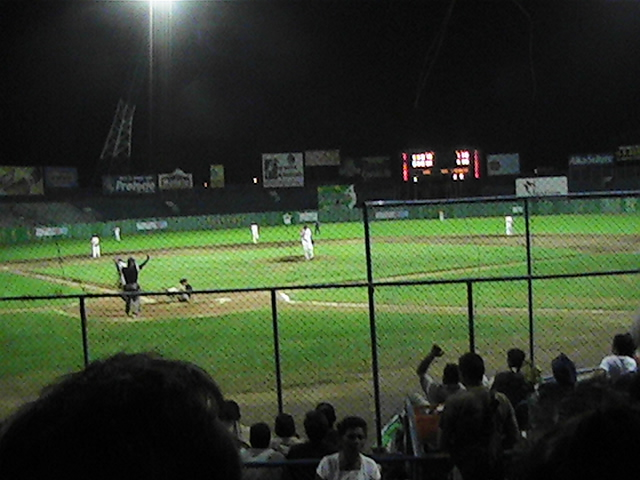
Les Nicaraguayens s'intéressent beaucoup au baseball.

On constate un intérêt croissant des amateurs pour le petit football ou "futbolin" chez les adolescents et les adultes. Les nouveaux terrains privés ont joué un rôle important dans la promotion des jeux et des tournois amateurs. Sur le plan professionnel, l'équipe nationale de football du Nicaragua n'a toujours pas reçu le soutien du public ni la visibilité internationale dont bénéficient les équipes régionales comme celles du Costa Rica, du Honduras ou du Salvador. Cependant, avec le soutien de la FIFA, le premier stade national de football à Managua est en construction.
À Managua, il existe deux terrains de golf, dont le plus connu est le Nejapa Golf & Country Club.
La boxe est un sport très populaire au Nicaragua et en particulier dans la capitale. Le boxeur Alexis Argüello (1952-2009) - surnommé le “gentleman du ring” - champion du monde de boxe dans trois catégories différentes entre 1974 et 1983, était alors le sportif le plus célèbre de l’histoire du pays. En 2008, il avait été élu maire (sandiniste) de Managua.

## Criminalité
Ni le Nicaragua, ni la ville de Managua n'ont de problèmes majeurs de gangs, en comparaison avec certains de ses voisins régionaux,,. Le nombre de membres de gangs est estimé à 4 500 dans tout le pays, soit moins que chez tous ses voisins du nord de la région, à l'exception du Belize.
En 1991, il y avait 110 gangs à Managua, en 2001 le nombre de gangs est passé à 96 gangs avec un total de 1 725 membres. En 2003, la police nationale du Nicaragua a reconnu que les gangs n'avaient commis que 0,51 % de tous les crimes. Fin 2005, le nombre de gangs et de membres a considérablement diminué pour atteindre 34 gangs et leurs 706 membres à Managua, ce qui représente 38 % et 32 % du total national des gangs et de leurs membres.
Le chef de la police, Aminta Granera, a déclaré que les vols de véhicules ont diminué, puisque seulement 200 plaintes ont été déposées en 2006.

## Personnalités liées à Managua
- Bernard Dreyfus, artiste peintre né à Managua en 1940.
- Gioconda Belli, romancière.
- Bianca Jagger, actrice et avocate.
- Rosario Murillo, poétesse, épouse du président Daniel Ortega.
- Emilio Álvarez Montalván, ophtalmologue et ministre des Affaires étrangères de la république du Nicaragua.

## Jumelages

### Capitales jumelles
La capitale du Nicaragua est jumelée avec 17 autres capitales mondiales : 
1. Amsterdam (Pays-Bas)
2. Caracas (Venezuela)
3. La Havane (Cuba)
4. Panama (ville) (Panama)
5. Quito (Équateur)
6. San Salvador (Salvador) (Salvador)
7. Saint-Domingue (ville) (République dominicaine)
8. Brasilia (Brésil)
9. San José (Costa Rica) (Costa Rica)
10. Santiago (Chili)
11. Taipei (Taïwan)
12. Lima (Pérou)
13. Buenos Aires (Argentine)
14. Guatemala (ville) (Guatemala)
15. Mexico (Mexique)
16. Washington (district de Columbia) (États-Unis)
17. Tegucigalpa (Honduras)

### Villes jumelles
1. Curitiba (Brésil)
2. Los Angeles (États-Unis)
3. Miami (États-Unis)
4. Reus (Espagne)
5. Rio de Janeiro (Brésil)
6. Valence (Espagne) (Espagne)
7. L'Hospitalet de Llobregat (Espagne)
8. Montréal (Canada)
9. Trujillo (Pérou) (Pérou)
10. Xalapa (Mexique)

Managua est également membre de l'Union des Capitales culturelles ibéro-américaines (UCCI).

## Séismes
Comme le Nicaragua se trouve le long des plaques tectoniques des Cocos et des Caraïbes, le pays est confronté à de nombreux tremblements de terre. Cependant, certains - comme le tremblement de terre de 1972 - jouent un rôle plus important que d'autres dans l'histoire du Nicaragua. Parmi les tremblements de terre notables dans l'histoire de Managua, on peut citer les suivants : 
| Date             | Localisation           | Magnitude | Échelle de Mercalli | Morts               | Blessés | Commentaires                    |
| ---------------- | ---------------------- | --------- | ------------------- | ------------------- | ------- | ------------------------------- |
| 10 avril 2014    | Managua                | 6.1 Mw    | VI (Fort)           | 1                   | 266     |                                 |
| 23 décembre 1972 | Managua                | 6.3 Mw    | IX (Dévastateur)    | Entre 4000 et 11000 | 20000   | Dommages extrêmes               |
| 8 janvier 1968   | Managua                | 4.8 Mw    |                     |                     |         | Dommages modérés                |
| 24 octobre 1956  | Département de Managua | 7.2 Mw    | VII (Très fort)     |                     |         | Dommages aux édifices à Managua |
| 31 mars 1931     | Département de Managua | 6.1 Mw    | VI (Fort)           | Entre 1000 et 2450  |         | Éruption                        |